# 杭州市
杭州市（こうしゅう、中国語: 杭州市、拼音: Hángzhōu Shì、英語: Hangzhou）は、中華人民共和国浙江省の省都。

## 概要

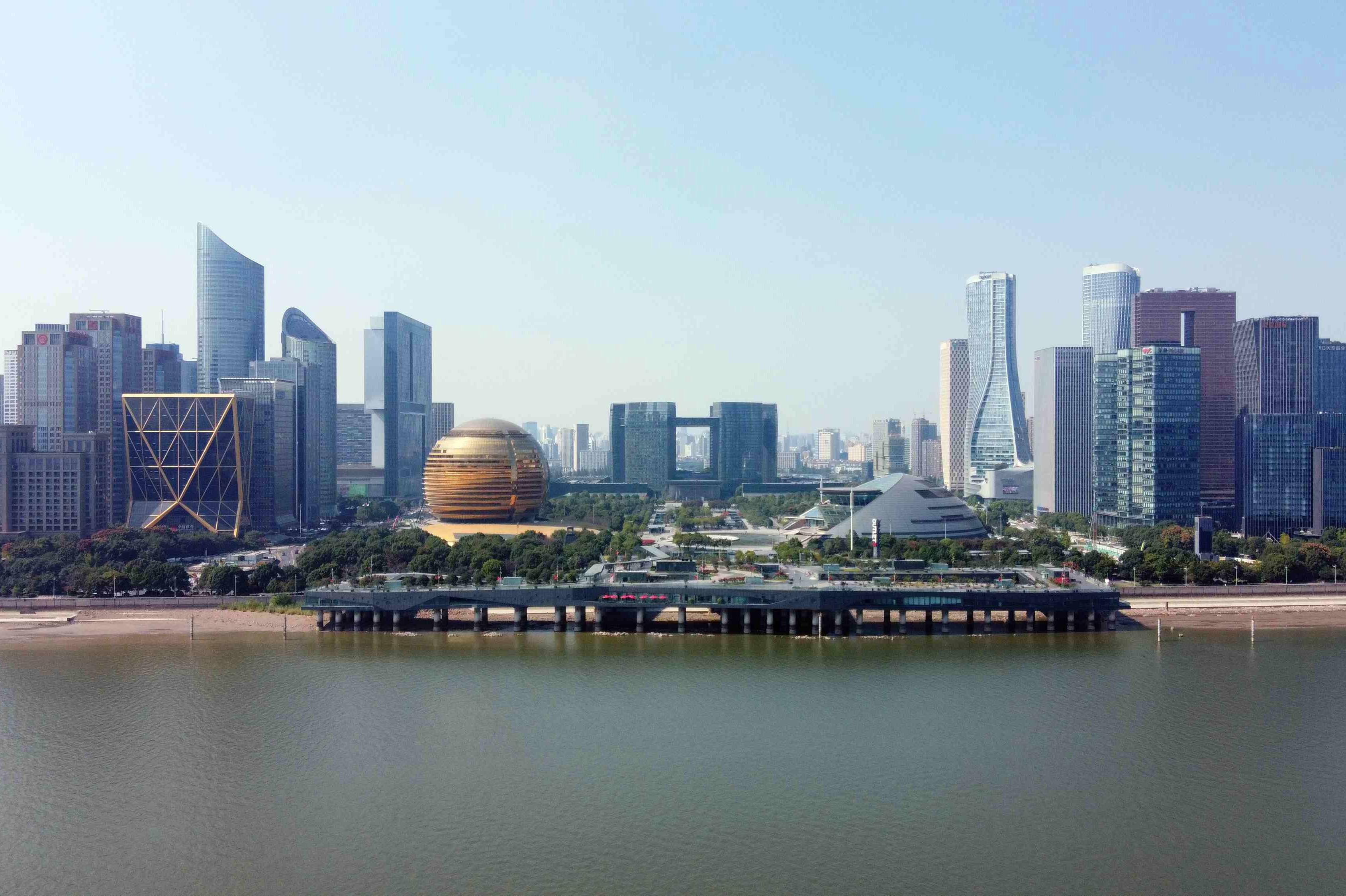
杭州のスカイライン

中国八大古都の一つであり、国家歴史文化名城に指定されている。隋代以降、江南運河の終着点として経済文化が発達し、「上に天国あり、下に蘇州・杭州あり（上有天堂、下有蘇杭）」とたたえられた。また、五代十国の時代、呉越国の都となり、南宋時代には行在、事実上の都（1138年-1276年）、臨安府が置かれた。
市中心部の西には世界遺産の西湖という湖があり、国の内外より多くの観光客が訪れる。2016年にはG20杭州サミット、2023年には2022年アジア競技大会が開催されるなど国際都市の様相を呈している。同国最大の経済都市・上海からは高速鉄道（滬杭旅客専用線）で50分程の距離にある。

### 地名について
一般に「こうしゅう」と日本語読みされるが、広州市との区別が必要な場合に「くいしゅう」と湯桶読みされることがある。

## 歴史
歴史的地名としての「杭州」の行政区画に関しては杭州の項目を参照。
杭州市内の余杭区には、新石器時代末期に栄えた良渚文化（前3300年から前2200年ごろ）の遺跡がある。
春秋時代には、初め越に属し、後に呉に属した。周の顕王35年（紀元前334年）、楚が越を滅ぼして以降は、楚に属した。秦代には会稽郡の管轄とされ、南北朝時代になると549年（太清3年）、南朝梁により一時期設置された臨江郡の管轄となり、587年（禎明元年）には陳により銭唐郡が設置されている。
589年（開皇9年）、隋朝は銭唐郡を廃止して杭州を設置、杭州の地名の初見である。その後余杭郡と改められ、唐代になると再び杭州、余杭郡、そして758年（乾元元年）以降は杭州の名称が清末まで使用されることとなった。
杭州は隋代に建設された大運河（江南河部分）の南端とされ、唐代には南北を連絡する運河が整備され、貨物の集散地とし発展、貞観年間（627年-649年）には人口が15万人であったものが、開元年間（713年-741年）には58万人を数え、広州、揚州と並ぶ経済の中心となった。また822年（長慶2年）には白居易が杭州刺史として赴任、西湖の大規模水利事業を行っている。
五代十国時代に呉越の都となり西府と称した。呉越は杭州城壁の拡大、銭塘江の堤防整備などの水利事業を行っている。
北宋が成立すると杭州は両浙路の路治が設置され、1107年（大観元年）には杭州府に昇格した。当時は20万戸を数える江南地区最大の都市となっていた。1089年（元祐4年）には蘇軾が杭州知州に任じられ、西湖の浚渫事業、水利事業を行っている。南宋になると杭州はその全盛期を迎え、呉自牧により『夢粱録』に当時の杭州についての記録が残されている。1129年（建炎3年）、行宮が杭州に置かれると杭州府は臨安府と改称、1138年（紹興8年）には正式な遷都が行われ、杭州は宋朝の政治・経済の中心地となった。また都城の防衛のために城壁の拡張工事が行われている。国都となった臨安府の人口は急増し、咸淳年間（1265年-1274年）には124万人にまで増加している。
1276年（至元13年）、宋朝を滅ぼした元朝により杭州路が設置された。元代の繁栄の有様は、マルコ・ポーロが「キンザイ（＝行在）」として『東方見聞録』で記している。少し遅れて訪れた同時代のイタリア人旅行家オドリコはカンサイと表記。1341年（至正元年）杭州城内で大規模な火災が発生し15,755軒を消失、元末に杭州城は大規模な再建事業が実施された。1358年（至正18年）、反乱を起こし割拠した張士誠による杭州城再建が行われ、周囲64,020尺、高さ30尺、厚さ40尺というそれまでの規模を上回る杭州城を再建している。
元末の動乱期、軍事作戦を進める朱元璋は杭州行省を設置している。元末には度重なる戦火により杭州城にも被害が及び経済は衰退、西湖も泥土の堆積により農業灌漑に支障を来たすなどの被害を受けた。明朝が成立すると浙江承宣布政使司杭州府が設置され江南の経済中心地として発展し、織物業や茶葉の生産などによって栄え、蘇州と並ぶ江南の大都市となった。西湖の周辺には多くの寺院や道観、別荘や庭園が集まり、多くの文人墨客が訪れている。また霊隠寺などは近接地域から多くの参拝者を集める文化都市としても発展していた。しかしアヘン戦争を契機に上海の経済的地位が向上すると杭州の繁栄には陰りを見せ始め、太平天国の乱では戦火の被害を受け多くの歴史的建造物、文化財が消失している。また清末の1895年（光緒21年）に日清戦争に敗北した清朝は下関条約により杭州を日本に対し開港、租界の設置を認めている。
中華民国が成立すると府制廃止にともない杭州府は廃止、1914年（民国3年）には浙江省銭塘道が設置された。1927年（民国16年）、道制が廃止となり杭県を城区・西湖・会堡・湖墅・皋塘・江干の6区を擁する省直轄の杭州市が設置された。
中華人民共和国が成立すると1949年に杭州市は省轄市（地級）に昇格、浙江省省会とされた。1958年、寧波専区蕭山県と建徳専区富陽県を杭州市に編入、同年には杭県を廃止しその管轄区域の一部が杭州市に編入されている。1960年、嘉興専区臨安県と金華専区桐廬県を杭州市に、1963年には金華専区建徳県・淳安県を編入している。1996年、蕭山区の西興鎮・浦沿鎮・長河鎮を分割して浜江区を新設、2001年に県級市の蕭山市及び余杭市を市轄区とした。

## 地理
杭州市は浙江省の北部にある。浙西中山丘陵の中部、浙北平原の中西部に位置し、山地丘陵がおよそ三分の二を占める。地勢は西南から東北へ向かってゆるやかに傾斜している。市域を富春江・銭塘江が貫流し、西方の杭州湾に注いでいる。市の中心部は銭塘江の下流、京杭運河の南端に位置している。
かつて城壁に囲まれていた市の中心部の西側には、西湖という湖がある。西湖は西・南・北の三方を山に囲まれ、風光明媚な名勝として内外に知られている。

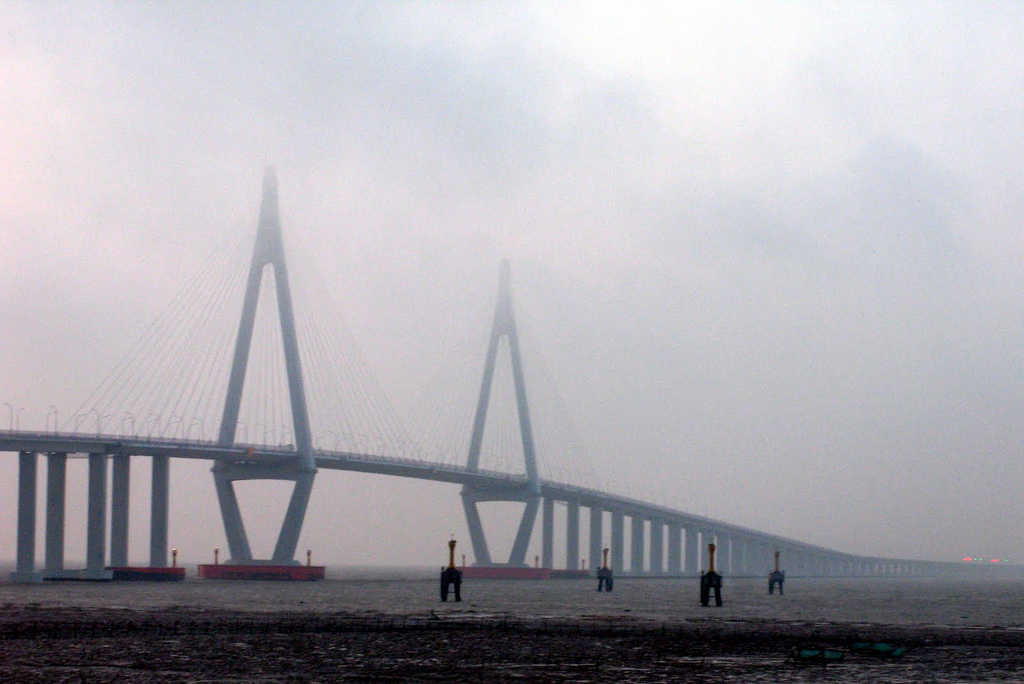
杭州湾海上大橋
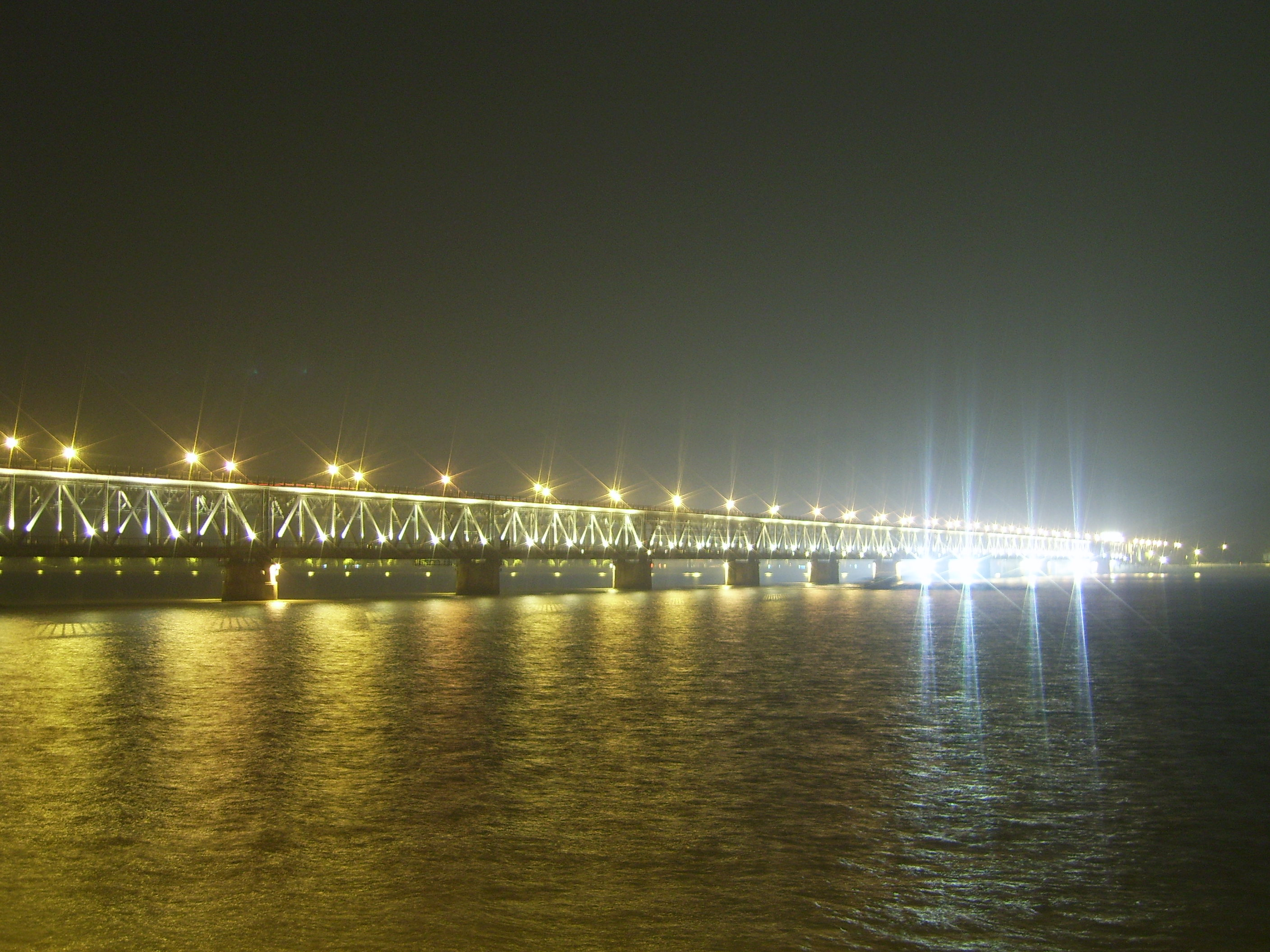
銭塘大橋（銭塘江）
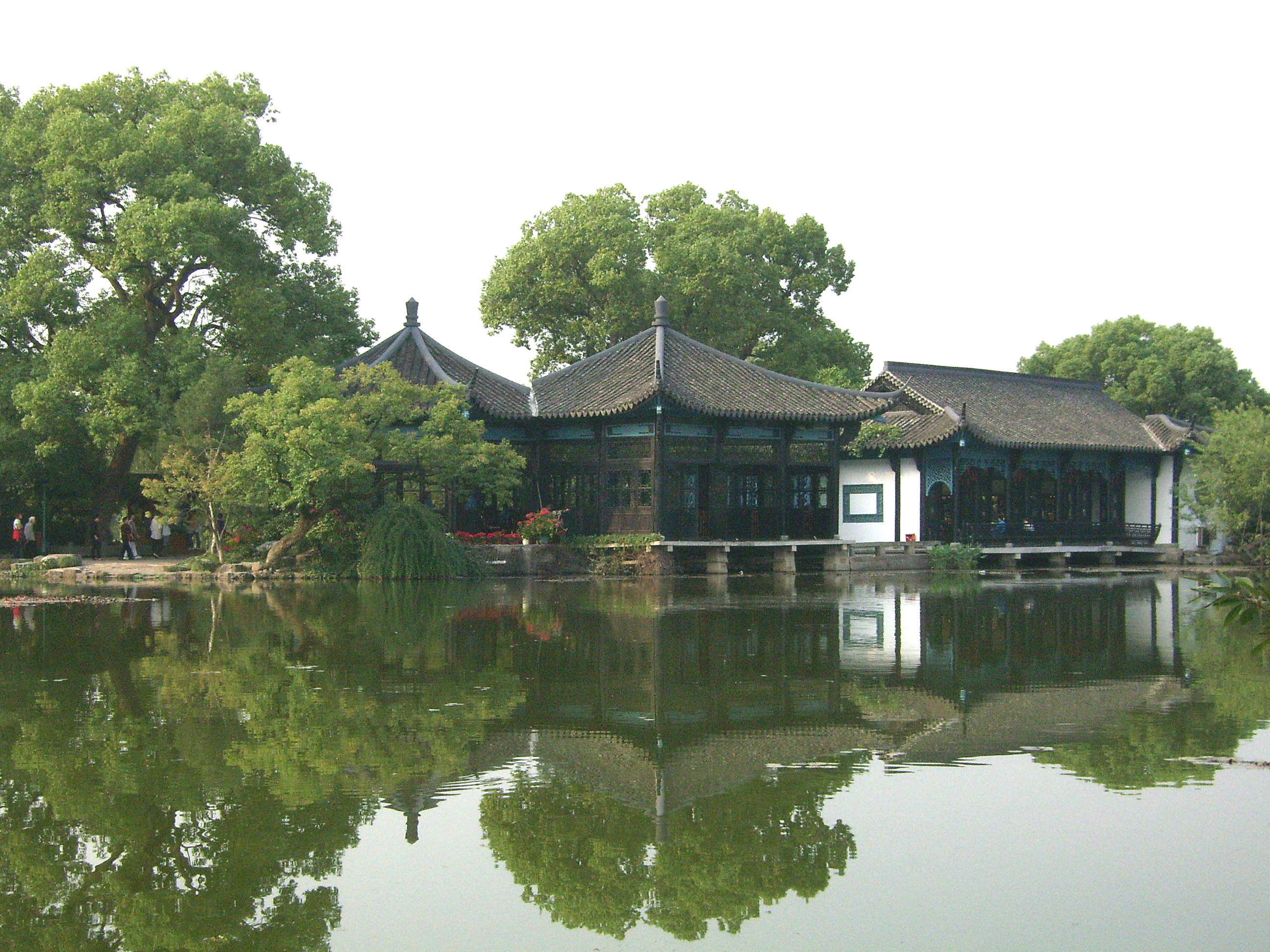
西湖（三潭印月・島中之島）

### 気候
温暖湿潤気候(Cfa)に属し、年間平均気温は17.0℃。
- 気温 - 最高41.6℃（2013年8月9日）、最低-9.6℃（1969年2月6日）
- 最大降水量 - 246.4ミリ（2013年10月7日）
- 猛暑日（日最高気温≥35℃）最多日数 - 53日（1953年、2013年）
- 極熱日（日最高気温≥40℃）最多日数 - 14日（2013年）
- 熱帯夜（日最低気温≥25℃）最多日数 - 65日（2006年、2013年）
- 超熱帯夜（日最低気温≥30℃）最多日数 - 4日（2013年）
- 冬日（日最低気温＜0℃）最多日数 - 60日（1967年）

| 杭州 (1991–2020)の気候                    | 杭州 (1991–2020)の気候 | 杭州 (1991–2020)の気候 | 杭州 (1991–2020)の気候 | 杭州 (1991–2020)の気候 | 杭州 (1991–2020)の気候 | 杭州 (1991–2020)の気候 | 杭州 (1991–2020)の気候 | 杭州 (1991–2020)の気候 | 杭州 (1991–2020)の気候 | 杭州 (1991–2020)の気候 | 杭州 (1991–2020)の気候 | 杭州 (1991–2020)の気候 | 杭州 (1991–2020)の気候 |
| 月                                        | 1月                    | 2月                    | 3月                    | 4月                    | 5月                    | 6月                    | 7月                    | 8月                    | 9月                    | 10月                   | 11月                   | 12月                   | 年                     |
| ----------------------------------------- | ---------------------- | ---------------------- | ---------------------- | ---------------------- | ---------------------- | ---------------------- | ---------------------- | ---------------------- | ---------------------- | ---------------------- | ---------------------- | ---------------------- | ---------------------- |
| 最高気温記録 °C （°F）                    | 25.4 (77.7)            | 28.5 (83.3)            | 32.8 (91)              | 34.8 (94.6)            | 37.6 (99.7)            | 39.7 (103.5)           | 41.3 (106.3)           | 41.6 (106.9)           | 38.7 (101.7)           | 35.0 (95)              | 31.2 (88.2)            | 26.5 (79.7)            | 41.6 (106.9)           |
| 平均最高気温 °C （°F）                    | 8.6 (47.5)             | 11.1 (52)              | 15.9 (60.6)            | 22.1 (71.8)            | 26.9 (80.4)            | 29.2 (84.6)            | 34 (93)                | 33.4 (92.1)            | 28.7 (83.7)            | 23.6 (74.5)            | 17.7 (63.9)            | 11.3 (52.3)            | 21.88 (71.37)          |
| 日平均気温 °C （°F）                      | 5 (41)                 | 7 (45)                 | 11.1 (52)              | 17 (63)                | 22 (72)                | 25 (77)                | 29.3 (84.7)            | 28.7 (83.7)            | 24.5 (76.1)            | 19.3 (66.7)            | 13.3 (55.9)            | 7.4 (45.3)             | 17.47 (63.53)          |
| 平均最低気温 °C （°F）                    | 2.2 (36)               | 4 (39)                 | 7.6 (45.7)             | 13 (55)                | 18 (64)                | 21.8 (71.2)            | 25.6 (78.1)            | 25.4 (77.7)            | 21.4 (70.5)            | 15.8 (60.4)            | 10 (50)                | 4.3 (39.7)             | 14.09 (57.28)          |
| 最低気温記録 °C （°F）                    | −8.6 (16.5)            | −9.6 (14.7)            | −3.5 (25.7)            | 0.2 (32.4)             | 7.3 (45.1)             | 12.8 (55)              | 17.3 (63.1)            | 18.2 (64.8)            | 12.0 (53.6)            | 1.0 (33.8)             | −3.6 (25.5)            | −8.4 (16.9)            | −9.6 (14.7)            |
| 降水量 mm （inch）                        | 93.3 (3.673)           | 89.9 (3.539)           | 135.7 (5.343)          | 116.8 (4.598)          | 126.8 (4.992)          | 258.2 (10.165)         | 167.5 (6.594)          | 176.8 (6.961)          | 113.3 (4.461)          | 74.1 (2.917)           | 75.2 (2.961)           | 64.2 (2.528)           | 1,491.8 (58.732)       |
| 平均降水日数 （≥0.1 mm）                  | 12.4                   | 11.7                   | 14.9                   | 13.8                   | 13.3                   | 15.4                   | 12.2                   | 13.7                   | 11.2                   | 8.1                    | 10.6                   | 9.7                    | 147                    |
| % 湿度                                    | 74                     | 73                     | 72                     | 70                     | 71                     | 79                     | 73                     | 75                     | 76                     | 73                     | 75                     | 72                     | 73.6                   |
| 平均月間日照時間                          | 95.6                   | 97.7                   | 120.4                  | 144.7                  | 158.9                  | 120                    | 204.6                  | 187.9                  | 139.9                  | 141.6                  | 118.9                  | 112.6                  | 1,642.8                |
| 出典：China Meteorological Administration |                        |                        |                        |                        |                        |                        |                        |                        |                        |                        |                        |                        |                        |

| 杭州市（1981〜2010年平均、極値1951〜2018年）の気候 | 杭州市（1981〜2010年平均、極値1951〜2018年）の気候 | 杭州市（1981〜2010年平均、極値1951〜2018年）の気候 | 杭州市（1981〜2010年平均、極値1951〜2018年）の気候 | 杭州市（1981〜2010年平均、極値1951〜2018年）の気候 | 杭州市（1981〜2010年平均、極値1951〜2018年）の気候 | 杭州市（1981〜2010年平均、極値1951〜2018年）の気候 | 杭州市（1981〜2010年平均、極値1951〜2018年）の気候 | 杭州市（1981〜2010年平均、極値1951〜2018年）の気候 | 杭州市（1981〜2010年平均、極値1951〜2018年）の気候 | 杭州市（1981〜2010年平均、極値1951〜2018年）の気候 | 杭州市（1981〜2010年平均、極値1951〜2018年）の気候 | 杭州市（1981〜2010年平均、極値1951〜2018年）の気候 | 杭州市（1981〜2010年平均、極値1951〜2018年）の気候 |
| 月                                                 | 1月                                                | 2月                                                | 3月                                                | 4月                                                | 5月                                                | 6月                                                | 7月                                                | 8月                                                | 9月                                                | 10月                                               | 11月                                               | 12月                                               | 年                                                 |
| -------------------------------------------------- | -------------------------------------------------- | -------------------------------------------------- | -------------------------------------------------- | -------------------------------------------------- | -------------------------------------------------- | -------------------------------------------------- | -------------------------------------------------- | -------------------------------------------------- | -------------------------------------------------- | -------------------------------------------------- | -------------------------------------------------- | -------------------------------------------------- | -------------------------------------------------- |
| 最高気温記録 °C （°F）                             | 25.4 (77.7)                                        | 28.5 (83.3)                                        | 32.8 (91)                                          | 34.8 (94.6)                                        | 37.6 (99.7)                                        | 39.7 (103.5)                                       | 41.3 (106.3)                                       | 41.6 (106.9)                                       | 38.7 (101.7)                                       | 35.0 (95)                                          | 31.2 (88.2)                                        | 26.5 (79.7)                                        | 41.6 (106.9)                                       |
| 平均最高気温 °C （°F）                             | 8.3 (46.9)                                         | 10.3 (50.5)                                        | 14.8 (58.6)                                        | 21.1 (70)                                          | 26.3 (79.3)                                        | 29.1 (84.4)                                        | 33.6 (92.5)                                        | 32.8 (91)                                          | 28.2 (82.8)                                        | 23.2 (73.8)                                        | 17.3 (63.1)                                        | 11.3 (52.3)                                        | 21.4 (70.5)                                        |
| 日平均気温 °C （°F）                               | 4.6 (40.3)                                         | 6.4 (43.5)                                         | 10.3 (50.5)                                        | 16.2 (61.2)                                        | 21.4 (70.5)                                        | 24.7 (76.5)                                        | 28.9 (84)                                          | 28.2 (82.8)                                        | 24.0 (75.2)                                        | 18.8 (65.8)                                        | 12.9 (55.2)                                        | 7.0 (44.6)                                         | 17.0 (62.6)                                        |
| 平均最低気温 °C （°F）                             | 1.8 (35.2)                                         | 3.5 (38.3)                                         | 7.0 (44.6)                                         | 12.4 (54.3)                                        | 17.5 (63.5)                                        | 21.4 (70.5)                                        | 25.2 (77.4)                                        | 24.9 (76.8)                                        | 20.9 (69.6)                                        | 15.4 (59.7)                                        | 9.3 (48.7)                                         | 3.7 (38.7)                                         | 13.6 (56.5)                                        |
| 最低気温記録 °C （°F）                             | −8.6 (16.5)                                        | −9.6 (14.7)                                        | −3.5 (25.7)                                        | 0.2 (32.4)                                         | 7.3 (45.1)                                         | 12.8 (55)                                          | 17.3 (63.1)                                        | 18.2 (64.8)                                        | 12.0 (53.6)                                        | 1.0 (33.8)                                         | −3.6 (25.5)                                        | −8.4 (16.9)                                        | −9.6 (14.7)                                        |
| 降水量 mm （inch）                                 | 80.6 (3.173)                                       | 88.2 (3.472)                                       | 140.7 (5.539)                                      | 123.1 (4.846)                                      | 128.6 (5.063)                                      | 219.4 (8.638)                                      | 172.9 (6.807)                                      | 162.1 (6.382)                                      | 123.5 (4.862)                                      | 78.5 (3.091)                                       | 71.5 (2.815)                                       | 48.9 (1.925)                                       | 1,438 (56.614)                                     |
| 平均降水日数                                       | 12.4                                               | 12.1                                               | 15.3                                               | 14.5                                               | 13.8                                               | 14.6                                               | 12.4                                               | 13.8                                               | 11.7                                               | 9.0                                                | 9.3                                                | 8.5                                                | 147.4                                              |
| % 湿度                                             | 75                                                 | 75                                                 | 75                                                 | 74                                                 | 74                                                 | 80                                                 | 76                                                 | 78                                                 | 79                                                 | 76                                                 | 74                                                 | 72                                                 | 75.7                                               |
| 平均月間日照時間                                   | 102.0                                              | 97.2                                               | 116.4                                              | 140.6                                              | 164.7                                              | 136.6                                              | 212.7                                              | 193.0                                              | 143.9                                              | 144.6                                              | 129.0                                              | 128.7                                              | 1,709.4                                            |
| 出典：中国气象局 国家气象信息中心 2015-01-01       |                                                    |                                                    |                                                    |                                                    |                                                    |                                                    |                                                    |                                                    |                                                    |                                                    |                                                    |                                                    |                                                    |

## 行政区画
10市轄区・1県級市・2県を管轄する。
- 市轄区：
  - 上城区・拱墅区・西湖区・浜江区・蕭山区・余杭区・臨平区・銭塘区・富陽区・臨安区
- 県級市：
  - 建徳市
- 県：
  - 桐廬県・淳安県

| 杭州市の地図                                                                               |
| ------------------------------------------------------------------------------------------ |
| 上城区 拱墅区 西湖区 浜江区 蕭山区 余杭区 富陽区 臨安区 臨平区 銭塘区 桐廬県 淳安県 建徳市 |

### 年表
この節の出典

#### 杭州市
- 1949年10月1日 - 中華人民共和国浙江省杭州市が発足。西湖区・江干区・艮山区・筧橋区・拱墅区が成立。(5区)
- 1950年7月 (5区)
  - 杭県の一部(塘河郷・石橋郷)が拱墅区に編入。
  - 拱墅区の一部(瓜山郷の一部)が杭県に編入。
- 1950年12月 - 拱墅区の一部が筧橋区に編入。(5区)
- 1951年12月21日 - 杭県を編入。(5区1県)
- 1952年11月10日 (10区1県)
  - 江干区の一部が西湖区・艮山区に分割編入。
  - 艮山区の一部が分立し、下城区が発足。
  - 艮山区の一部が筧橋区に編入。
  - 拱墅区・西湖区の各一部が合併し、古蕩区が発足。
  - 筧橋区・艮山区・拱墅区の各一部が合併し、上塘区が発足。
  - 西湖区の一部が分立し、上城区・中城区が発足。
  - 西湖区の一部が江干区に編入。
- 1952年11月12日 - 杭県が省直轄県級行政区となる。(10区)
- 1953年2月 - 古蕩区の一部が拱墅区に編入。(10区)
- 1953年10月 - 杭県の一部が筧橋区に編入。(10区)
- 1954年2月 - 筧橋区・艮山区の各一部が上塘区に編入。(10区)
- 1955年5月7日 - 古蕩区が西湖区に編入。(9区)
- 1956年1月31日 - 艮山区・上塘区・筧橋区および拱墅区の一部が西湖区に編入。(6区)
- 1957年4月16日 (5区)
  - 中城区が上城区・下城区に分割編入。
  - 西湖区の一部が江干区に編入。
- 1957年9月23日 - 杭県を編入。(5区1県)
- 1958年4月8日 (10区)
  - 杭県の一部が建徳専区余杭県に編入。
  - 西湖区の一部が分立し、筧橋区が発足。
  - 杭県の一部が分立し、臨平区・上泗区・塘棲区が発足。
  - 杭県の残部が建徳専区余杭県の一部と合併し、三墩区が発足。
- 1958年12月22日 - 寧波専区蕭山県、建徳専区富陽県を編入。(10区2県)
- 1958年12月31日 - 臨平区・上泗区・三墩区・塘棲区・筧橋区および江干区・拱墅区の各一部が西湖区に編入。(5区2県)
- 1959年2月 (4区2県2聯社)
  - 西湖区の一部が分立し、半山聯社が発足。
  - 拱墅区および西湖区の一部が合併し、拱墅聯社が発足。
- 1960年1月14日 (5区2県1聯社)
  - 半山聯社・拱墅聯社の各一部が合併し、銭塘聯社が発足。
  - 半山聯社の残部が江干区に編入。
  - 拱墅聯社の残部が区制施行し、拱墅区となる。
- 1960年8月15日 (5区3県1聯社)
  - 嘉興専区臨安県・昌化県が合併し、臨安県が発足。
  - 富陽県が金華専区桐廬県と合併し、桐廬県が発足。
- 1960年10月 - 臨安県の一部が拱墅区に編入。(5区3県1聯社)
- 1961年5月 - 銭塘聯社の一部が西湖区・江干区・拱墅区・臨安県に分割編入。(5区3県1聯社)
- 1961年7月9日 - 銭塘聯社および臨安県の一部が合併し、余杭県が発足。(5区4県)
- 1961年10月 - 余杭県の一部が拱墅区に編入。(5区4県)
- 1961年12月15日 - 桐廬県の一部が分立し、富陽県が発足。(5区5県)
- 1963年3月 (5区5県)
  - 西湖区の一部が下城区・上城区に分割編入。
  - 拱墅区の一部が下城区に編入。
  - 下城区の一部が江干区に編入。
- 1963年5月9日 - 金華専区建徳県・淳安県を編入。(5区7県)
- 1963年12月 - 下城区の一部が上城区に編入。(5区7県)
- 1964年6月 - 下城区の一部が江干区に編入。(5区7県)
- 1969年4月 (5区7県)
  - 西湖区の一部が拱墅区・上城区・下城区に分割編入。
  - 西湖区の残部および江干区・拱墅区の各一部が合併し、郊区が発足。
- 1972年12月 - 上城区・下城区・拱墅区・郊区の各一部が合併し、西湖区が発足。(6区7県)
- 1975年12月 - 郊区の一部が江干区に編入。(6区7県)
- 1977年 - 郊区・西湖区が合併し、西湖区が発足。(5区7県)
- 1978年8月17日 - 拱墅区・西湖区・余杭県の各一部が合併し、半山区が発足。(6区7県)
- 1982年12月 - 西湖区の一部が下城区に編入。(6区7県)
- 1983年10月 - 西湖区の一部が半山区に編入。(6区7県)
- 1987年11月27日 - 蕭山県が市制施行し、蕭山市となる。(6区1市6県)
- 1990年1月17日 - 拱墅区・半山区が合併し、拱墅区が発足。(5区1市6県)
- 1992年4月1日 - 建徳県が市制施行し、建徳市となる。(5区2市5県)
- 1994年1月18日 - 富陽県が市制施行し、富陽市となる。(5区3市4県)
- 1994年4月5日 - 余杭県が市制施行し、余杭市となる。(5区4市3県)
- 1994年5月24日 - 西湖区の一部が蕭山市に編入。(5区4市3県)
- 1996年5月9日 (5区4市3県)
  - 蕭山市・余杭市の各一部が西湖区に編入。
  - 余杭市の一部が江干区に編入。
- 1996年10月28日 - 臨安県が市制施行し、臨安市となる。(5区5市2県)
- 1996年12月12日 (6区5市2県)
  - 江干区の一部が上城区に編入。
  - 拱墅区の一部が下城区に編入。
  - 西湖区の一部が拱墅区に編入。
  - 西湖区の一部が分立し、浜江区が発足。
- 2001年2月2日 (8区3市2県)
  - 蕭山市が区制施行し、蕭山区となる。
  - 余杭市が区制施行し、余杭区となる。
- 2014年12月13日 - 富陽市が区制施行し、富陽区となる。(9区2市2県)
- 2017年7月18日 - 臨安市が区制施行し、臨安区となる。(10区1市2県)
- 2021年4月9日 (10区1市2県)
  - 上城区および江干区の一部が合併し、上城区が発足。
  - 下城区・拱墅区が合併し、拱墅区が発足。
  - 余杭区が分割され、余杭区・臨平区が発足。
  - 江干区の残部および蕭山区の一部が合併し、銭塘区が発足。

#### 建徳専区(1949年-1950年)
- 1949年10月1日 - 中華人民共和国浙江省建徳専区が成立。建徳県・寿昌県・桐廬県・淳安県・遂安県・分水県が発足。(6県)
- 1950年4月3日 
  - 桐廬県・分水県が臨安専区に編入。
  - 建徳県・淳安県・寿昌県・遂安県が金華専区に編入。

#### 余杭専区
- 1949年10月1日 - 中華人民共和国浙江省余杭専区が成立。余杭県・於潜県・新登県・孝豊県・安吉県・臨安県・武康県・富陽県・昌化県が発足。(9県)
- 1949年10月10日 - 余杭専区が臨安専区に改称。

#### 臨安専区
- 1950年4月3日 - 建徳専区桐廬県・分水県を編入。(11県)
- 1950年11月30日 - 杭県の一部が富陽県・余杭県に分割編入。(11県)
- 1951年5月16日 - 杭県を編入。(12県)
- 1951年8月22日 - 杭県が省直轄県級行政区となる。(11県)
- 1953年1月21日 
  - 新登県・富陽県が省直轄県級行政区となる。
  - 桐廬県・分水県が金華専区に編入。
  - 臨安県・余杭県・孝豊県・安吉県・武康県・於潜県・昌化県が嘉興専区に編入。

#### 建徳専区(1954年-1958年)
- 1954年11月15日 - 衢州専区が建徳専区に改称。(11県)
  - 嘉興専区於潜県・昌化県、金華専区建徳県・淳安県・遂安県・分水県・桐廬県・寿昌県・富陽県・新登県を編入。
  - 衢県・江山県・竜游県・宣平県・松陽県・常山県・遂昌県が金華専区に編入。
- 1957年1月 - 建徳県の一部が分立し、新安江区が発足。(11県1区)
- 1957年3月5日 - 安徽省蕪湖専区休寧県の一部が遂安県に編入。(11県1区)
- 1957年9月23日 - 嘉興専区余杭県・臨安県を編入。(13県1区)
- 1958年3月31日 - 新安江区が建徳県に編入。(13県)
- 1958年4月8日 (13県)
  - 杭州市杭県の一部が余杭県に編入。
  - 余杭県の一部が杭州市杭県の一部と合併し、杭州市三墩区となる。
- 1958年9月5日 - 遂安県が淳安県に編入。(12県)
- 1958年11月21日 (7県)
  - 於潜県が昌化県に編入。
  - 余杭県が臨安県に編入。
  - 新登県・分水県が桐廬県に編入。
  - 寿昌県が建徳県に編入。
- 1958年12月22日 
  - 臨安県・昌化県が嘉興専区に編入。
  - 桐廬県・開化県・建徳県・淳安県が金華専区に編入。
  - 富陽県が杭州市に編入。

## 交通

### 鉄道

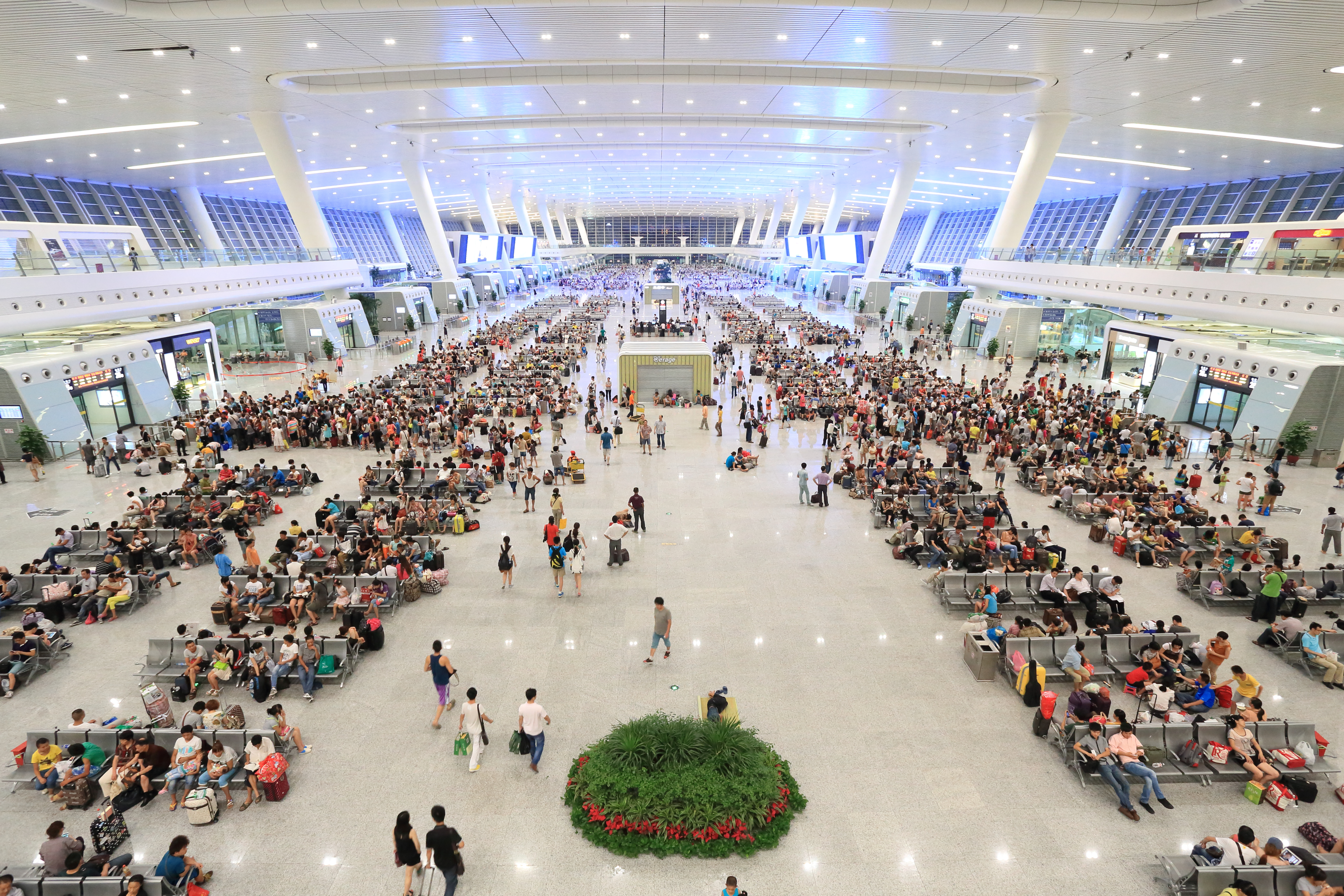
杭州東駅の待合室内の様子

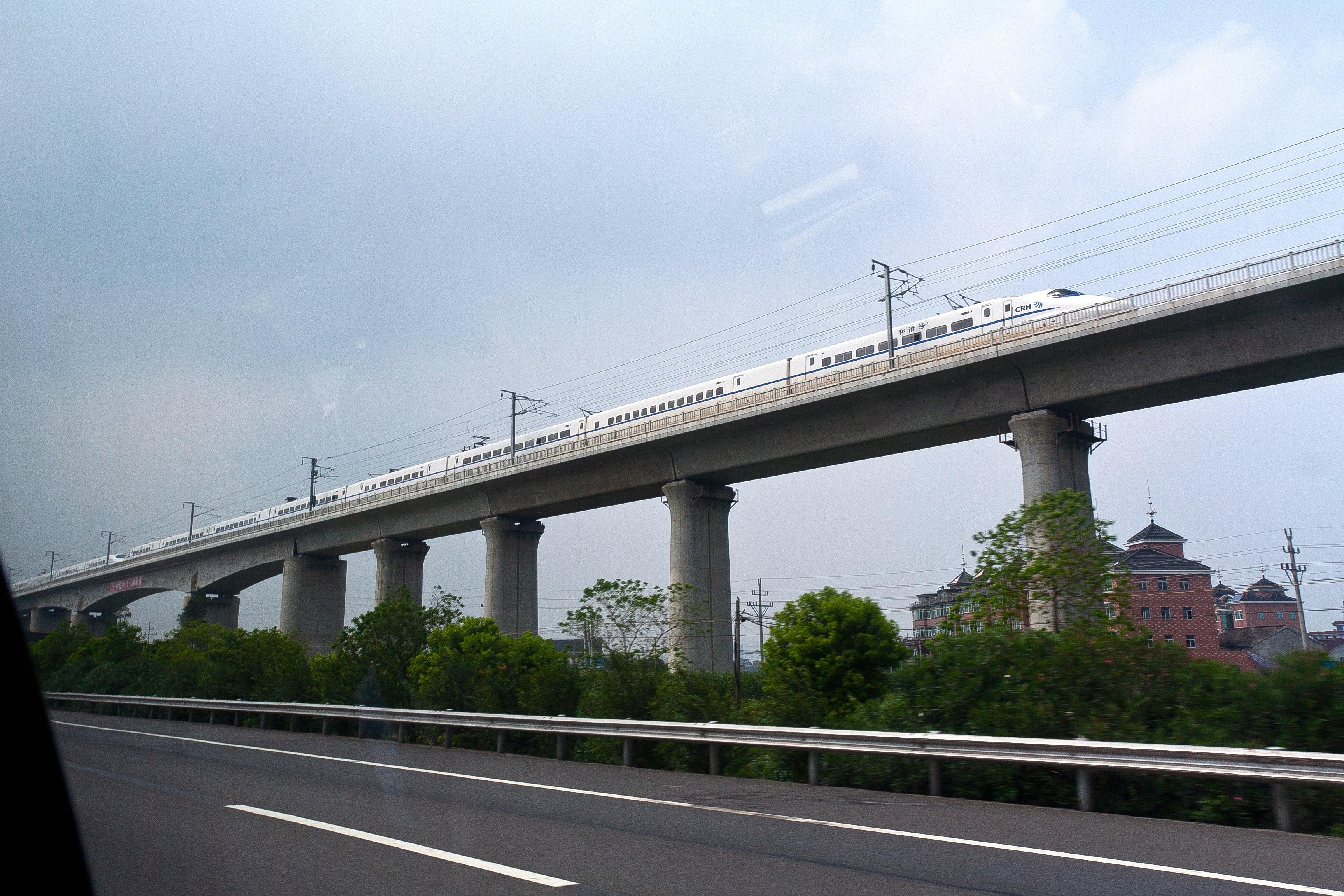
市内を走る滬杭旅客専用線(CRH)

国鉄の主要駅としては、杭州駅（城站）、杭州東駅、杭州南駅（旧蕭山駅）、杭州西駅、臨平南駅等がある。
主要な普通鉄道路線は、滬昆線（元滬杭線（滬は上海市の略称）と元浙贛線（贛は江西省の略称））、蕭甬線（甬は浙江省寧波市の略称）、宣杭線（宣は安徽省宣城市の略称）などがある。
高速鉄道路線は、滬昆旅客専用線（上海-昆明）、寧杭旅客専用線（南京-杭州）、杭甬旅客専用線（杭州-寧波）、商杭旅客専用線、杭昌旅客専用線などがある。

#### 地下鉄

杭州市地下鉄路線図

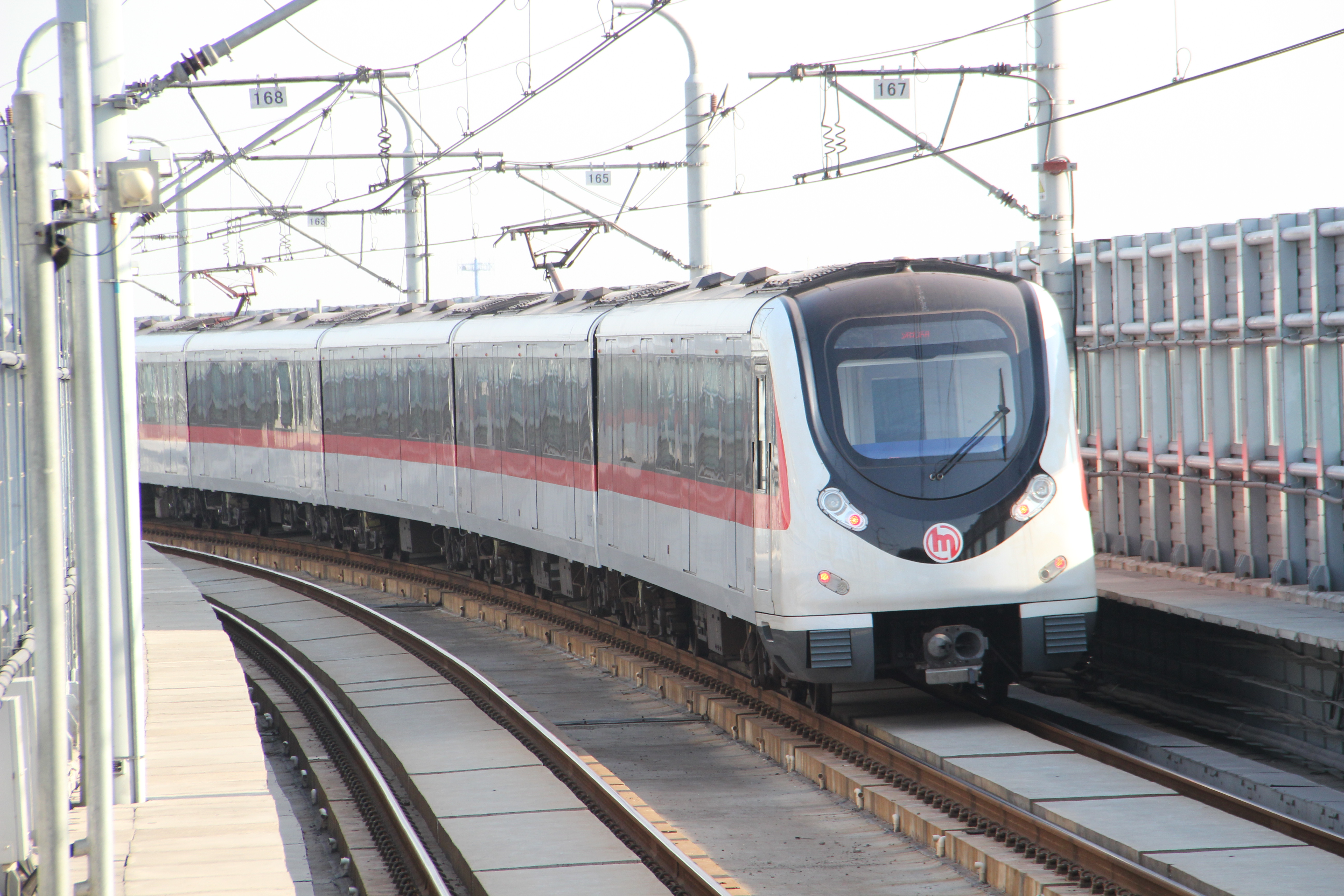
1号線の電車

市内に500kmを超える路線網を有しており、主に杭州地下鉄及び杭港地下鉄により運行されている。
- - 杭州地下鉄1号線：湘湖駅 - 蕭山国際機場駅
  - 杭州地下鉄2号線：朝陽駅 - 良渚駅
  - 杭州地下鉄3号線：呉山前村駅 - 星橋駅 (本線)/石馬駅 - 西渓湿地南駅 (支線)
  - 杭州地下鉄4号線：浦沿駅 - 池華街駅
  - 杭州地下鉄5号線：南湖東駅 - 姑娘橋駅
  - 杭州地下鉄6号線：桂花西路駅 - 枸橘弄駅 (本線)/双浦駅 - 美院象山駅(支線)
  - 杭州地下鉄7号線：呉山広場駅 - 江東二路駅
  - 杭州地下鉄8号線：文海南路駅 - 新湾路駅
  - 杭州地下鉄9号線：観音塘駅 - 竜安駅
  - 杭州地下鉄10号線：黄竜体育中心駅 - 逸盛路駅
  - 杭州地下鉄16号線：九州街駅 - 緑汀路駅
  - 杭州地下鉄19号線：火車西站駅 - 永盛路駅

### 道路
主要な高速道路としては、滬杭甬高速公路（上海－杭州－寧波）や杭寧高速公路（杭州－南京）、杭浦高速公路（杭州－上海浦東）などがある。
- 国道
  - G104国道
  - G320国道
  - G329国道

### 水路

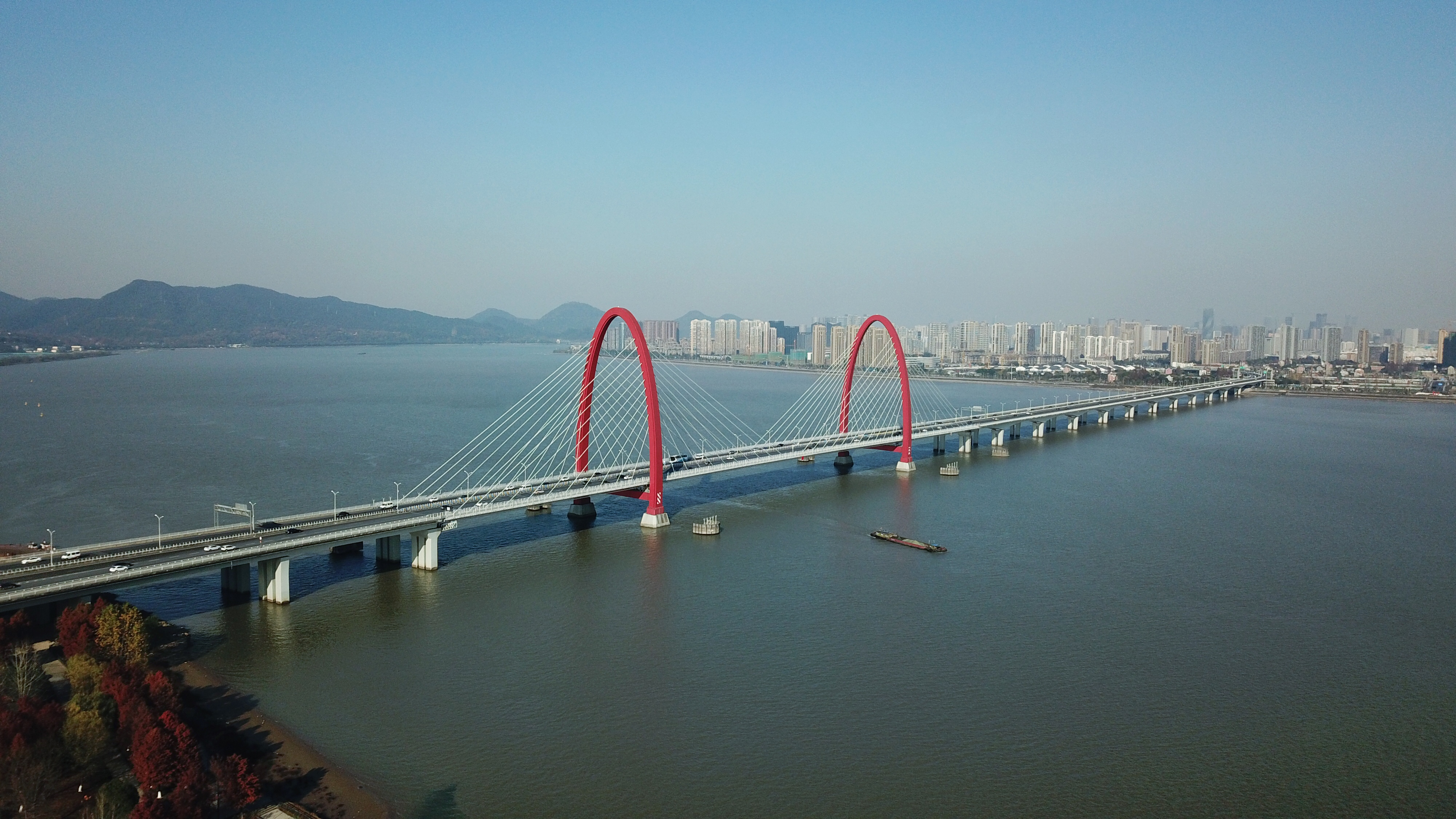
銭塘江に架かる大橋

江南運河（京杭運河の長江以南部分）、浙東運河（杭甬運河）、銭塘江等が水運に使われている。

### 航空
主要な国際空港として蕭山区に杭州蕭山国際空港がある。

### レンタサイクル

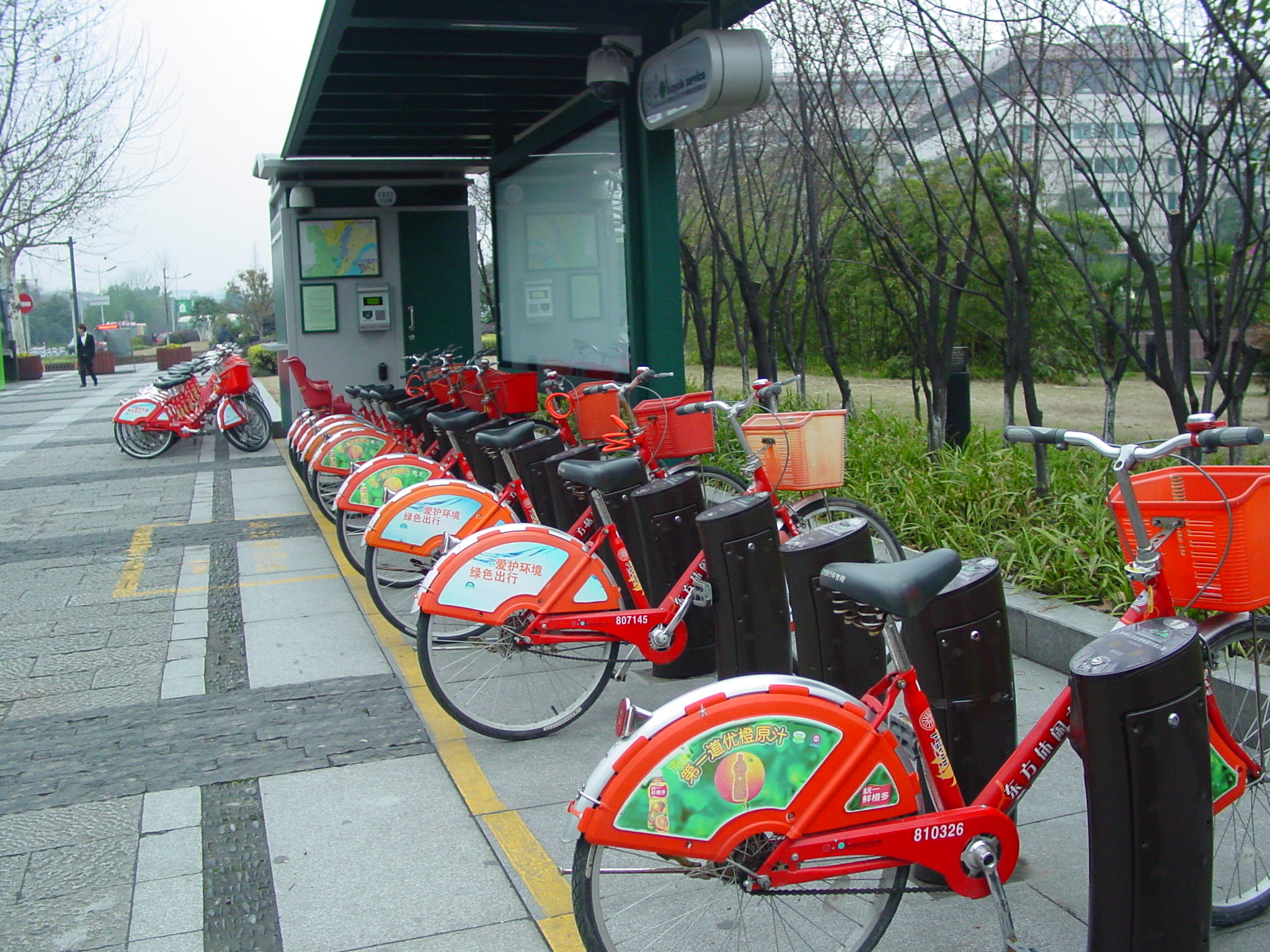
杭州公共自転車のレンタルサイクル

世界最大級のレンタサイクルシステム、杭州公共自転車がある。

## 経済
2011年の杭州市の市内総生産は7012億元であり、中国の都市では第8位である。華東では上海市・蘇州市に次ぐ第3位。中国では経済成長が著しい都市であり、2011年に戸籍人口を基準に一人当たりGDPは1万ドルを突破する目標を提出したが、実際にこの目標は2009年に実現した。
中国を代表するIT企業である「アリババグループ」の本社が位置しており、IT関連企業の集積地としても機能している。
2025年3月24日、杭州市に「BRICS国家特殊経済区中国協力センター」が設立された。中国とBRICS諸国の経済・貿易協力と交流の重要な拠点・窓口となる。

## 観光地
- 西湖 - ユネスコ世界遺産に登録されている文化遺産。
- 岳王廟 - 南宋初期、金との戦いに活躍し、徹底抗戦を主張した岳飛の墓がある。
- 霊隠寺
- 飛来峰
- 黄龍洞
- 龍井泉
- 虎跑泉
- 玉泉
- 宝石山
- 西泠印社
- 杭州孔廟碑林
- 雷峰塔
- 六和塔
- 呉山城隍閣
- 宋城
- 拱宸橋
- 西渓国家湿地公園
- 良渚博物院
- 跨湖橋遺址博物館
- 浙江省博物館
- 浙江自然博物館
- 南宋官窯博物館
- 中国茶葉博物館
- 胡雪巌故居
- 中国動漫博物館
- 杭州オリンピック・スポーツ・エキスポセンター

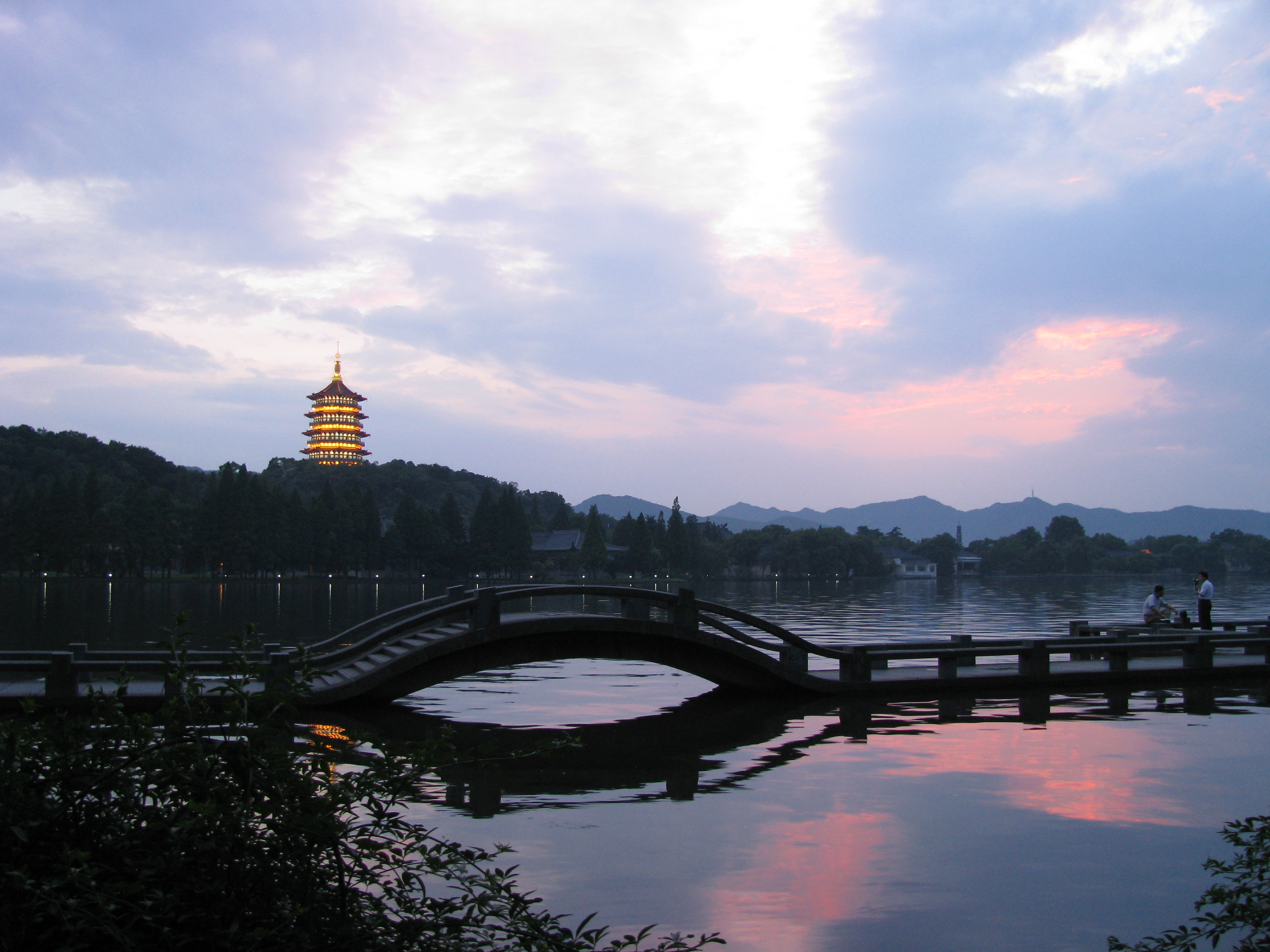
西湖
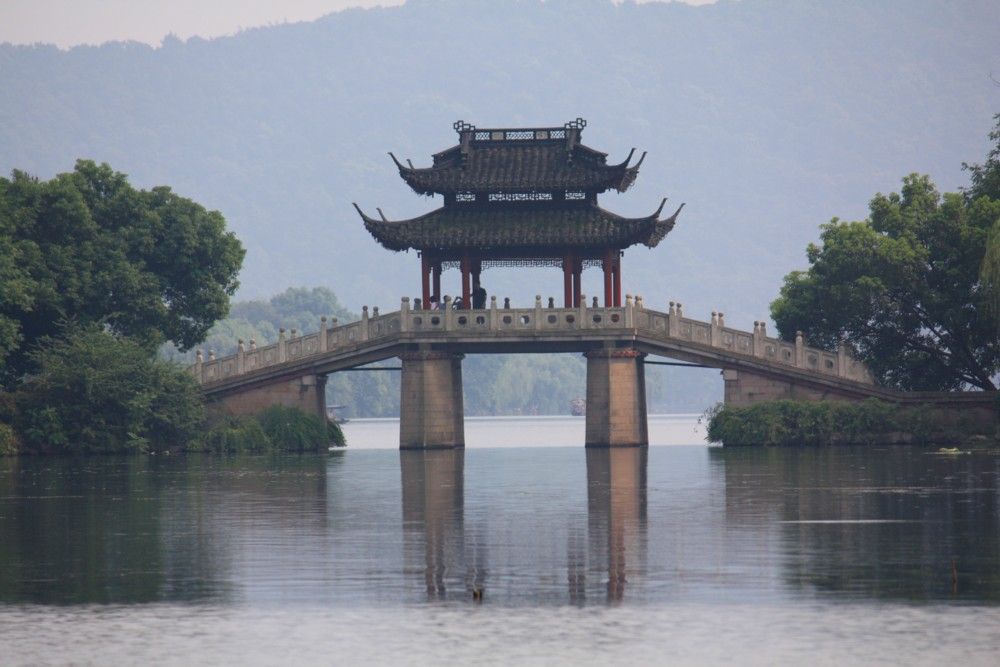
西湖（玉帯橋）
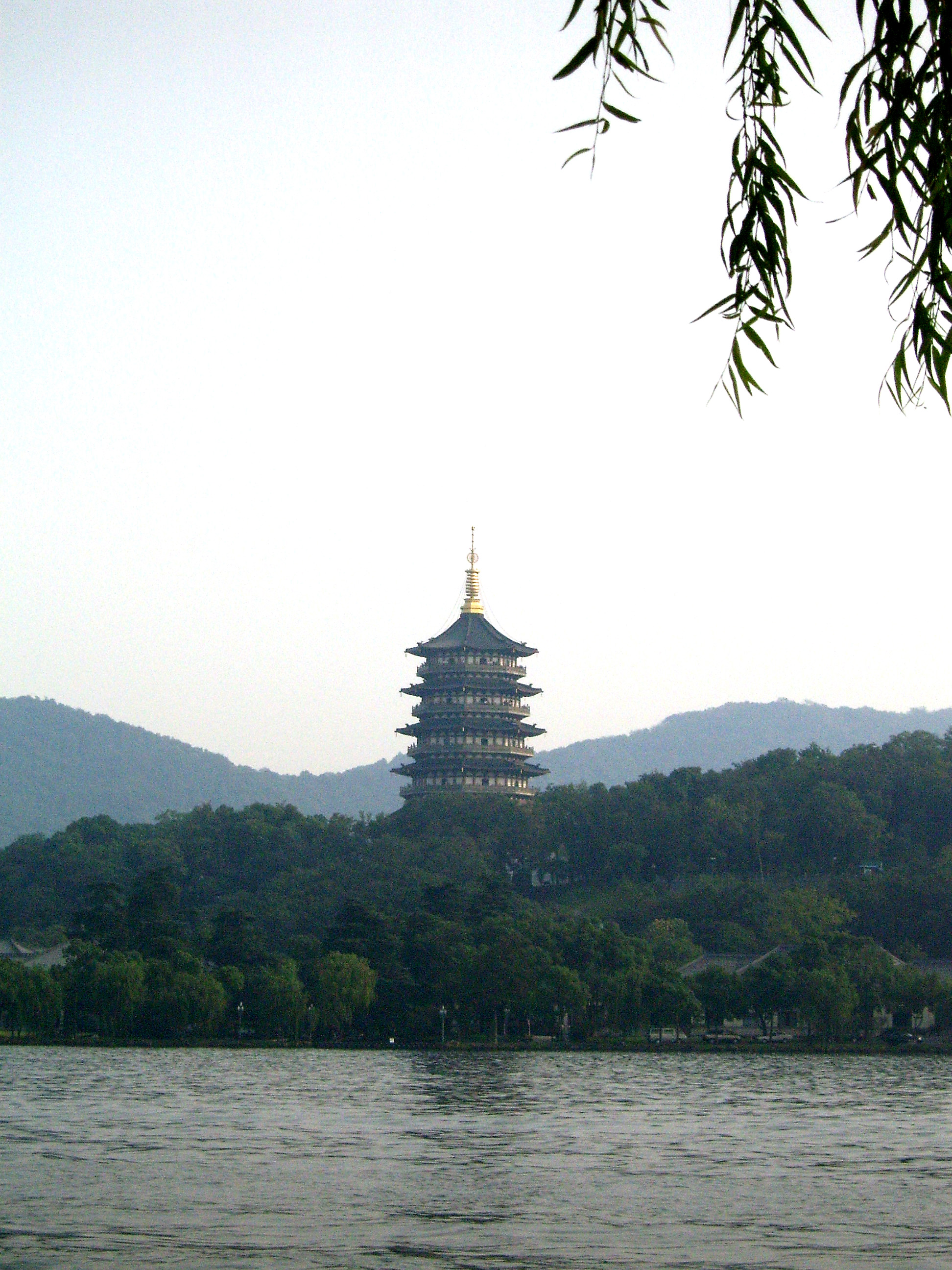
西湖（雷峰塔）
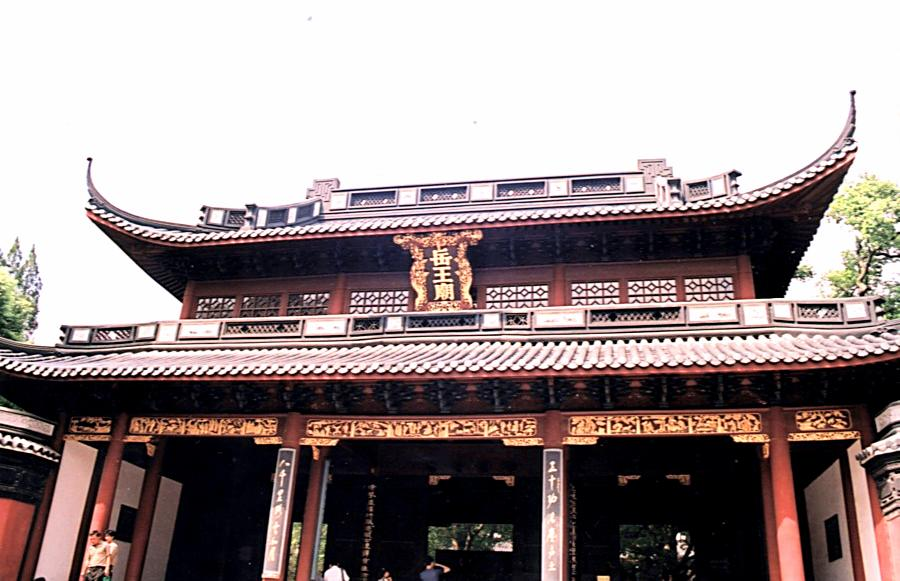
岳廟
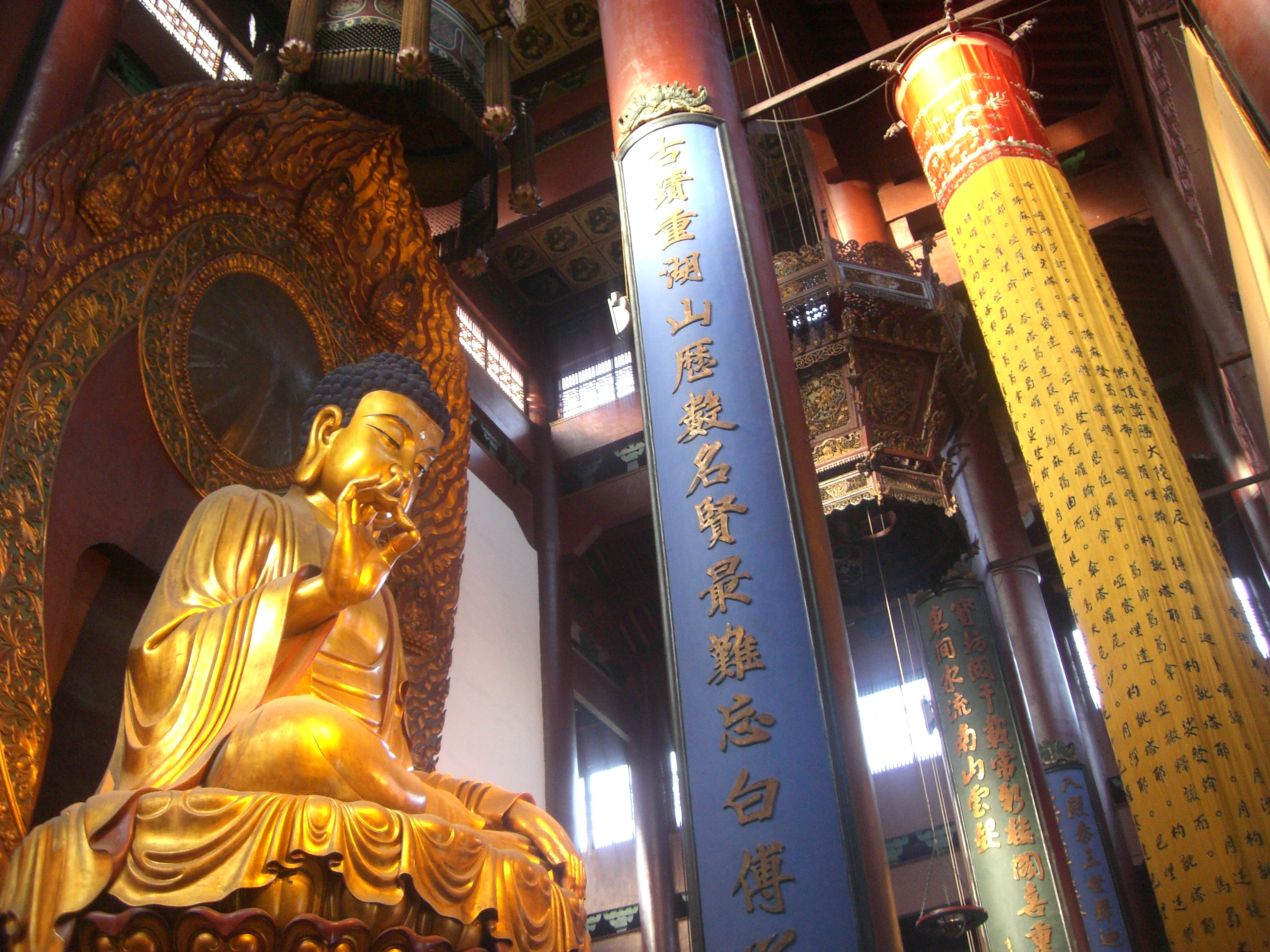
霊隠寺
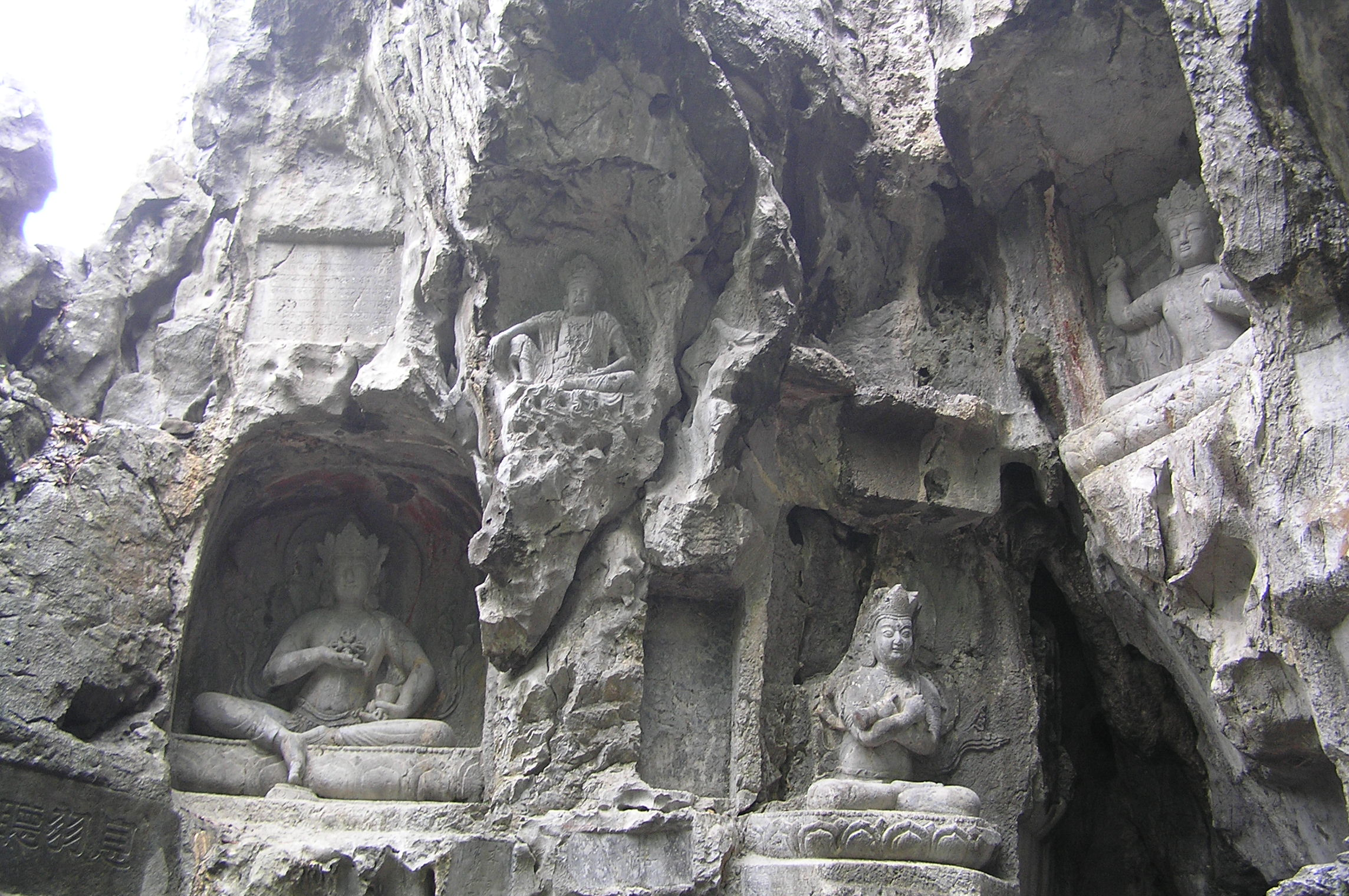
飛来峰
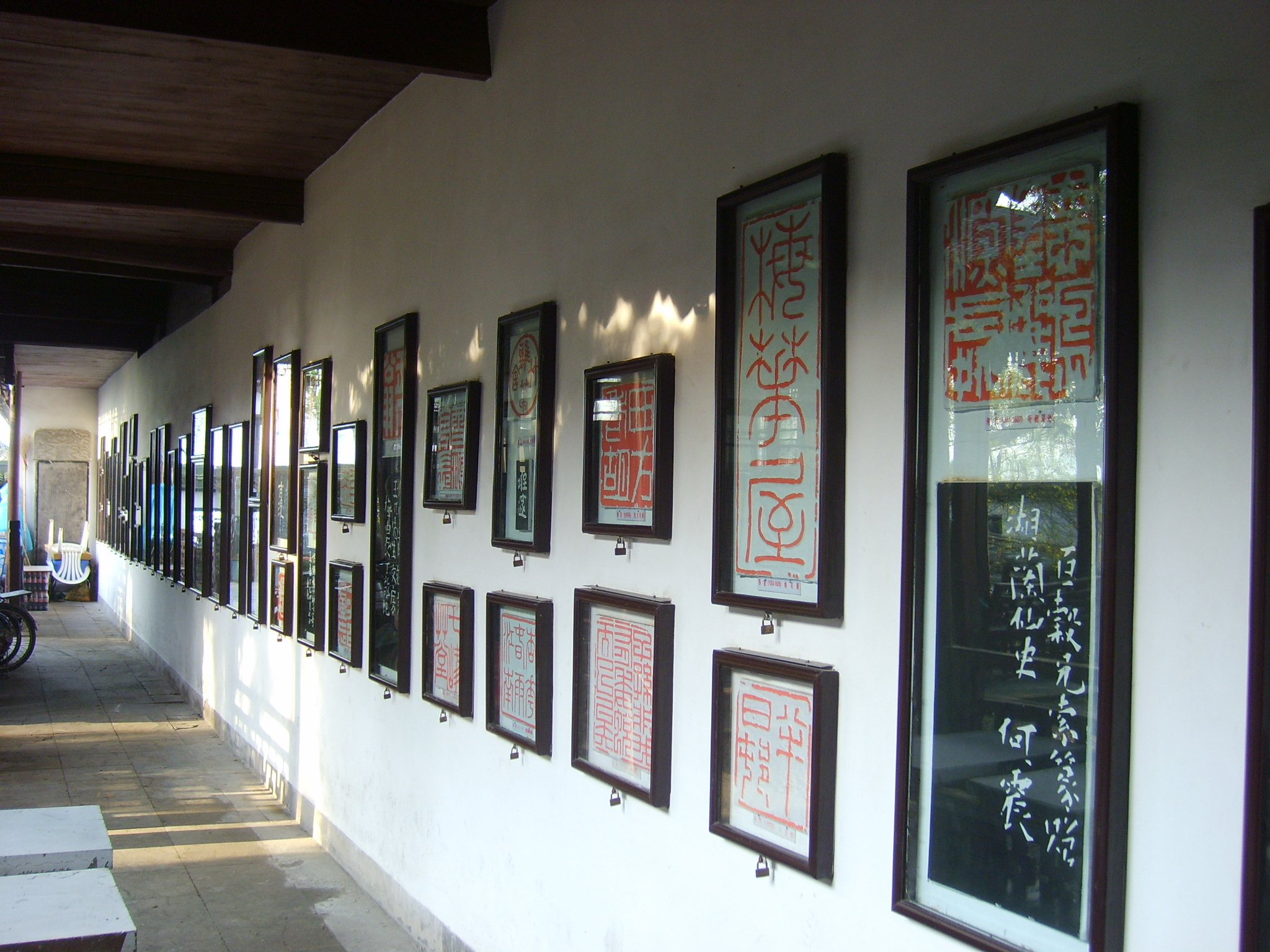
西泠印社
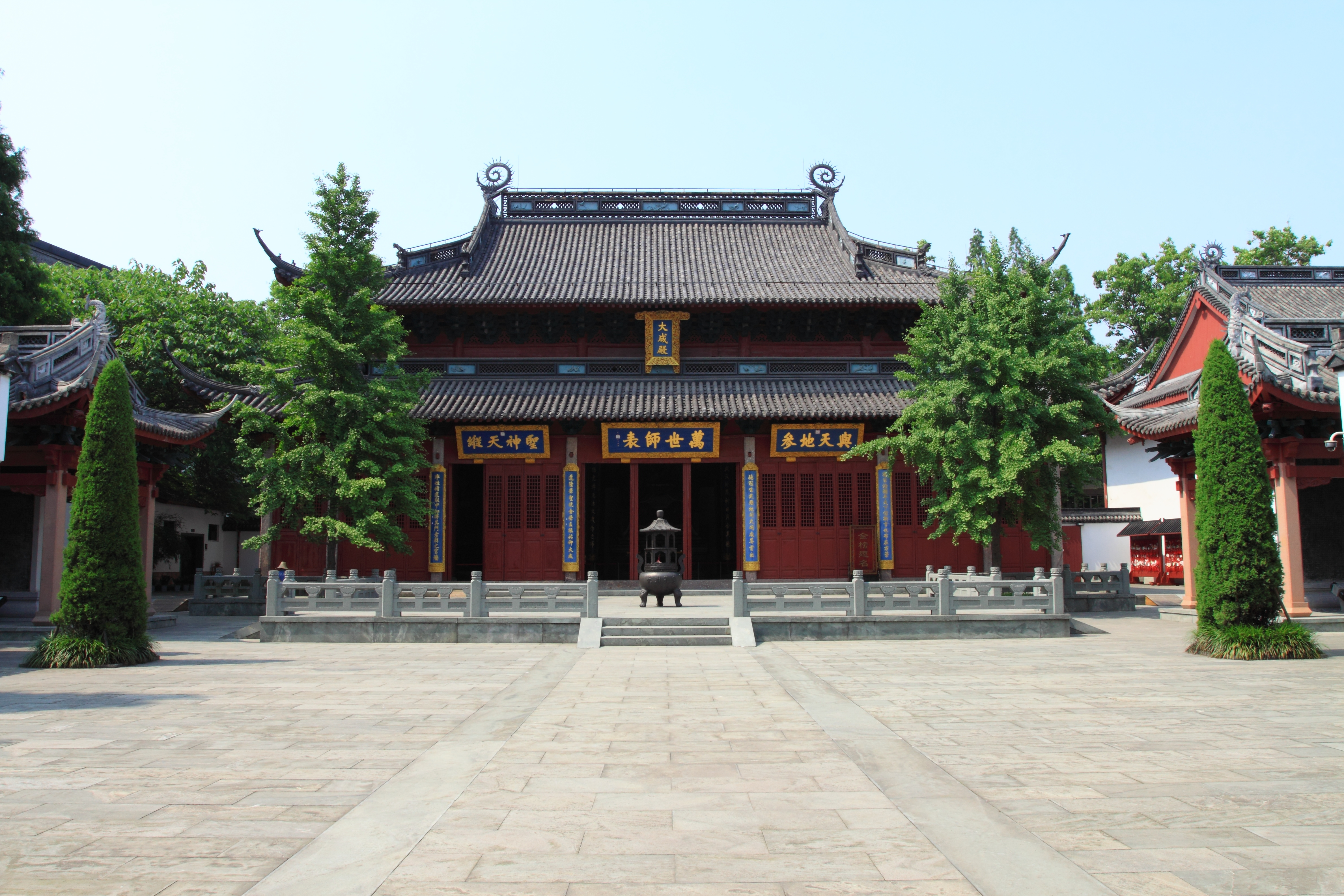
杭州孔廟碑林（大成殿）
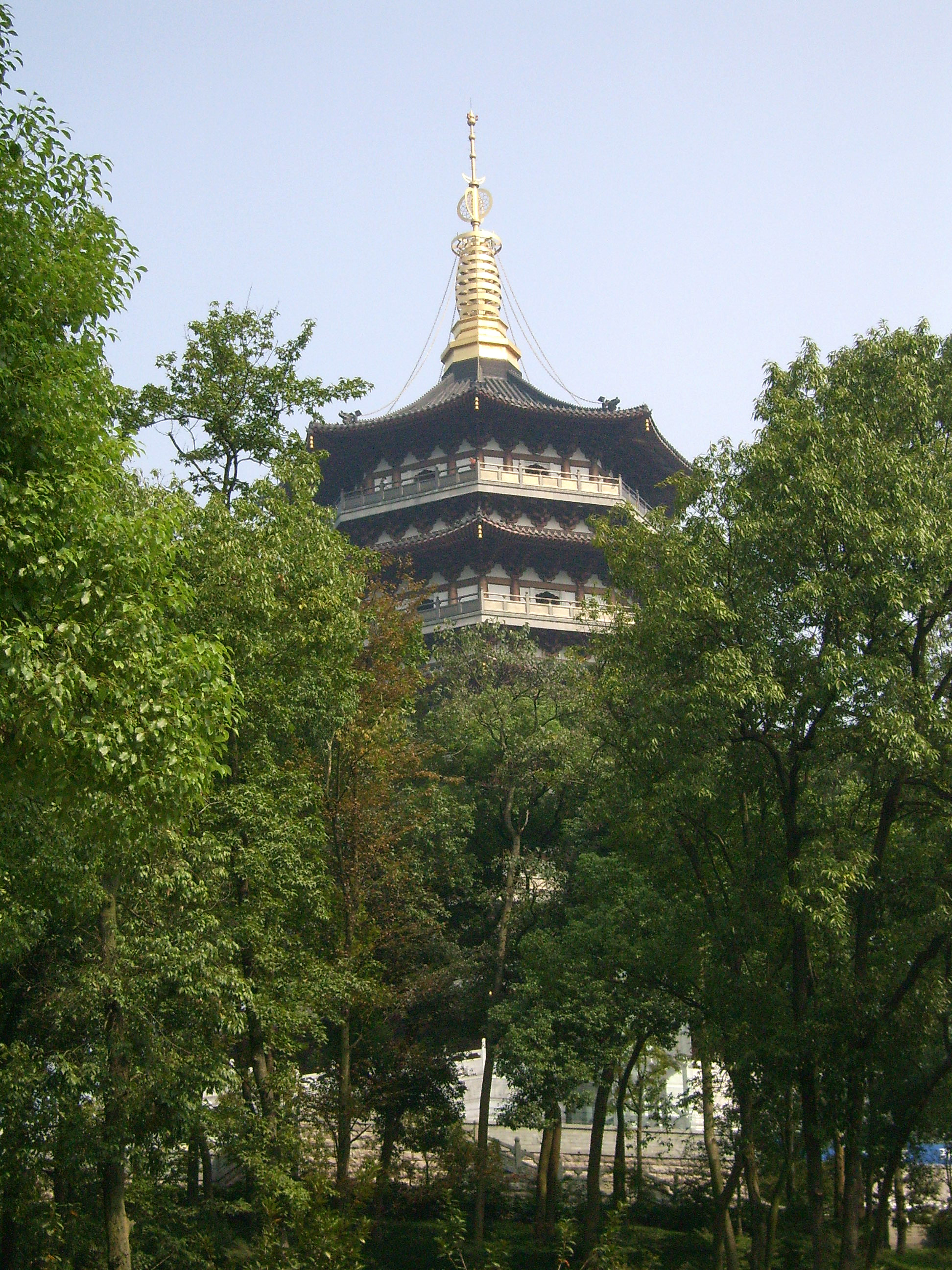
雷峰塔
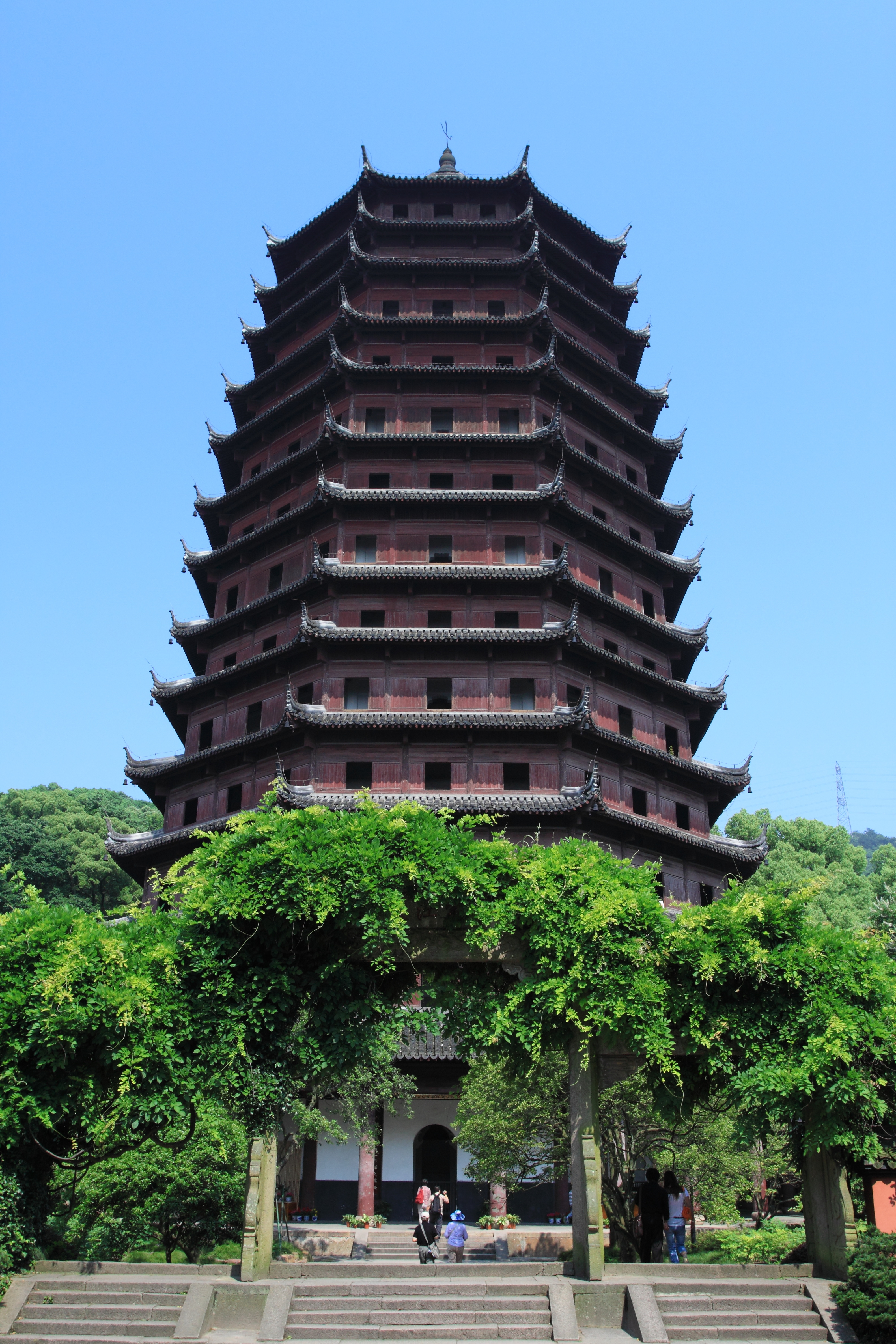
六和塔
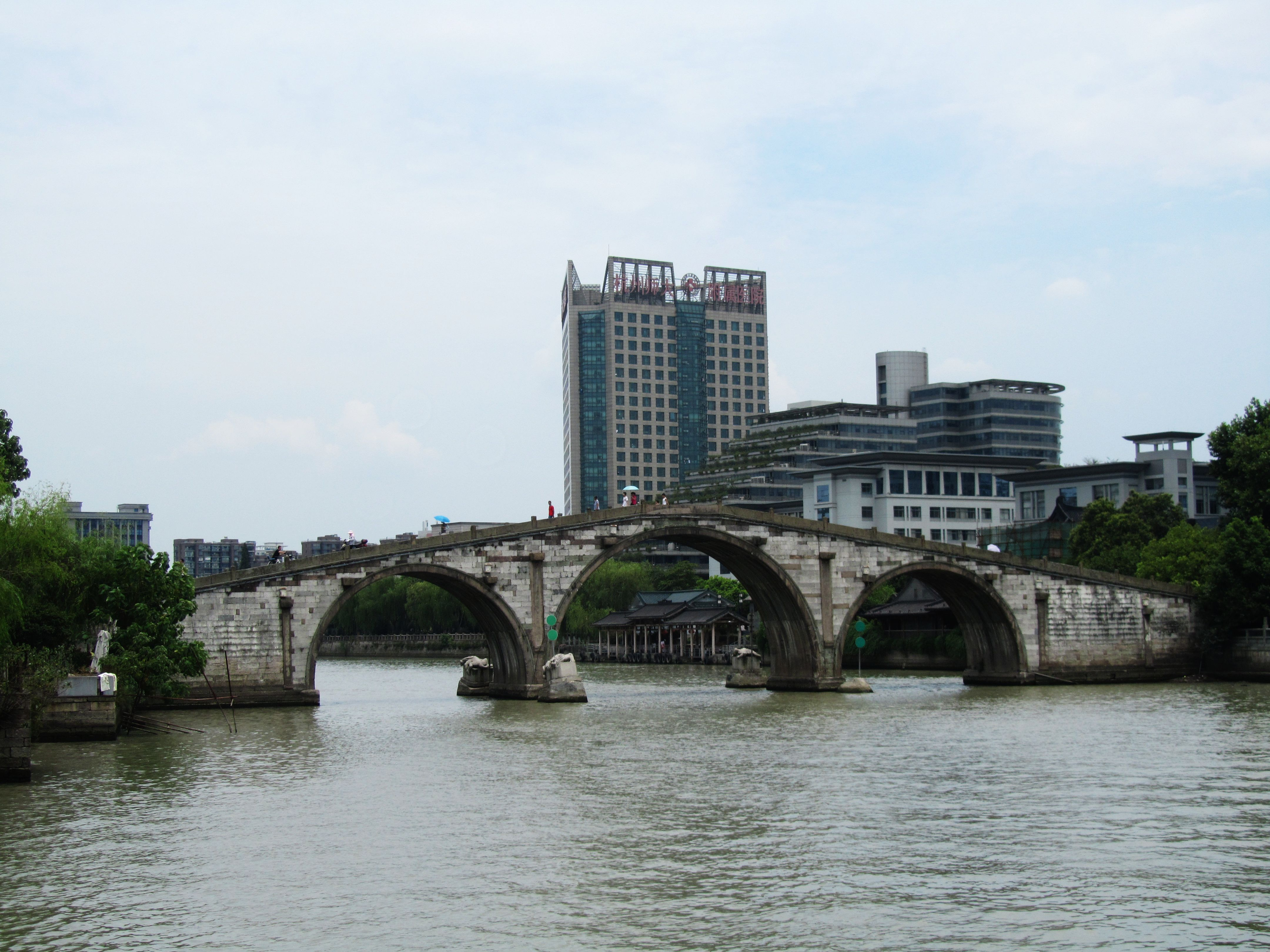
拱宸橋
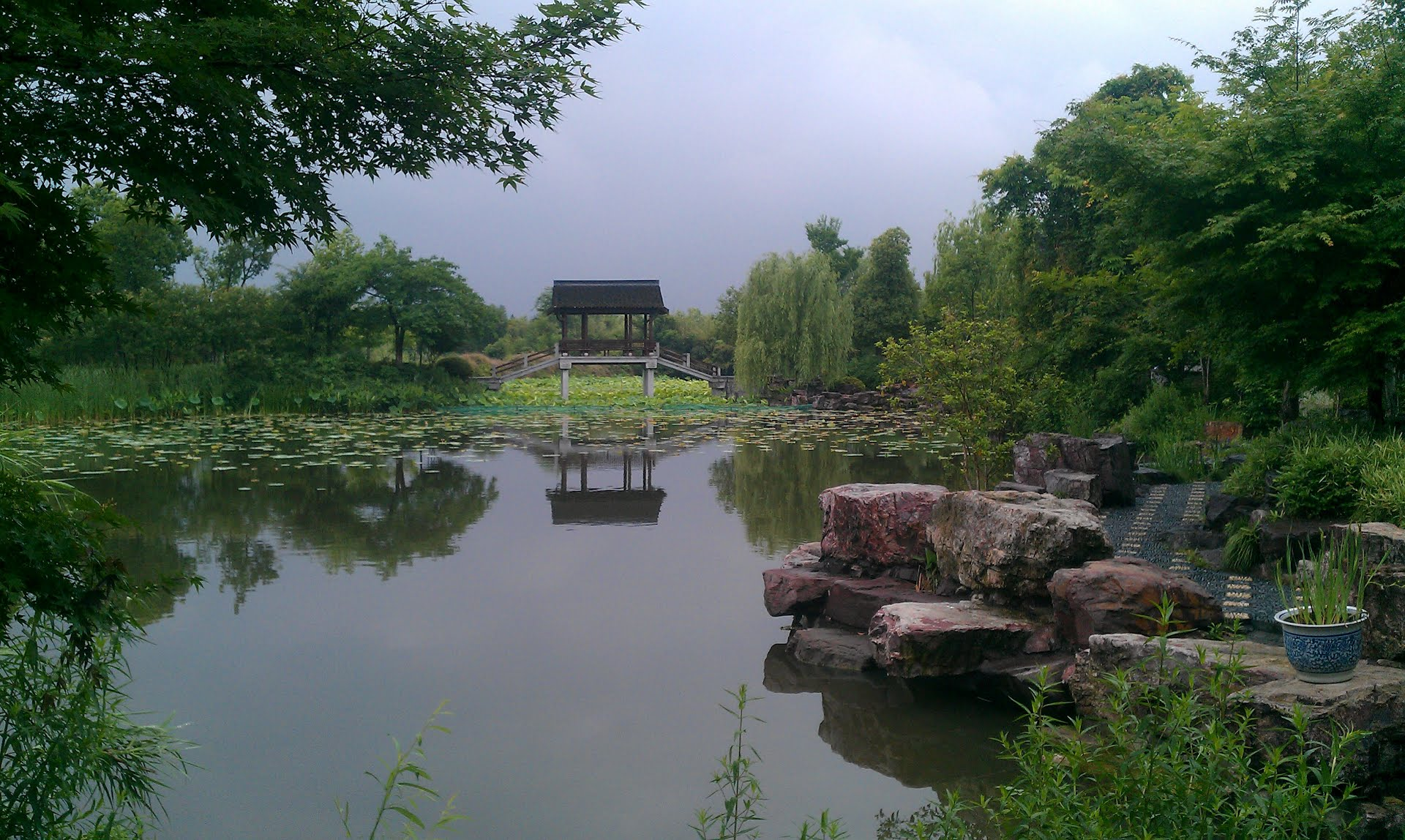
西渓湿地公園
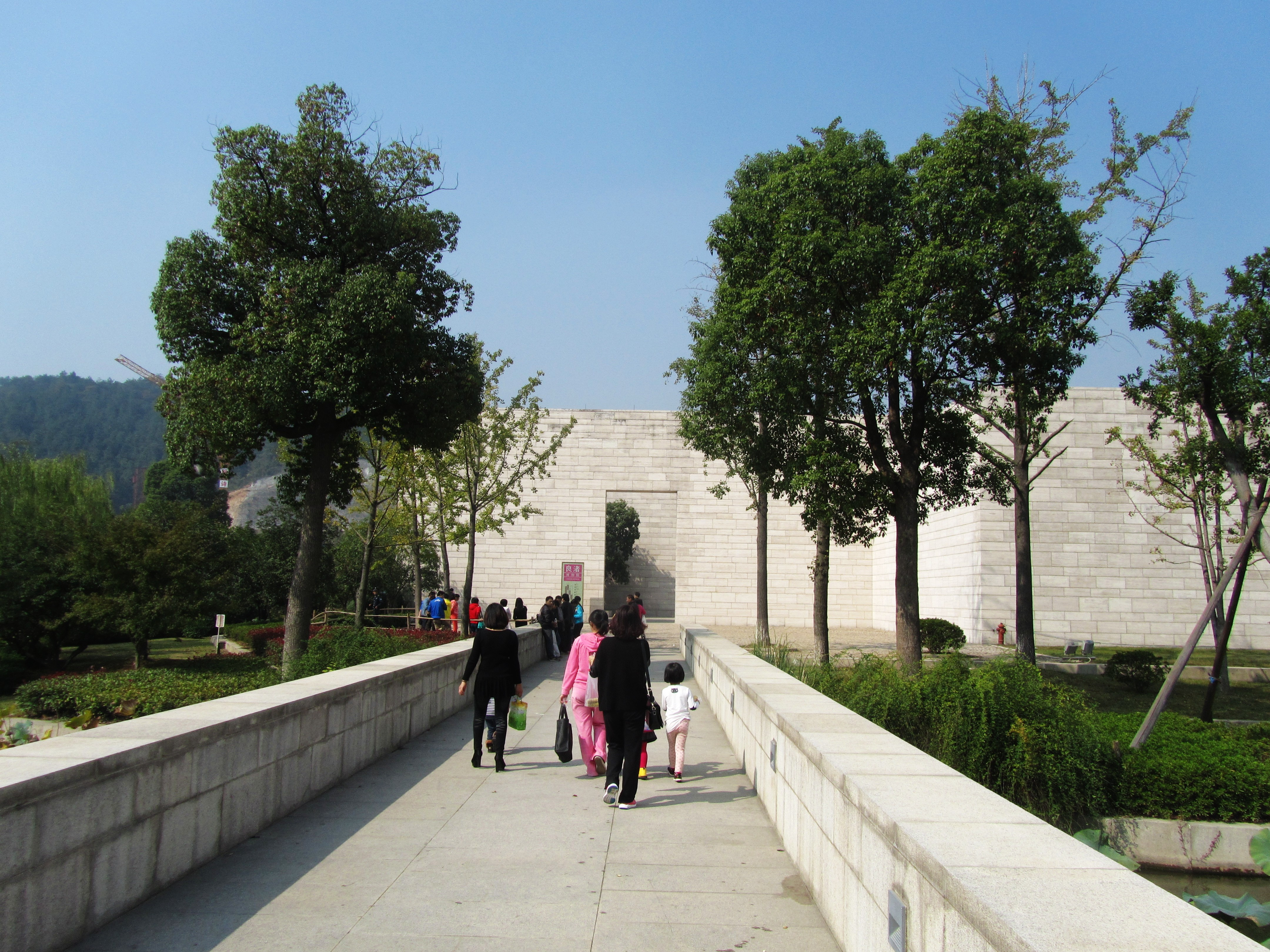
良渚博物院
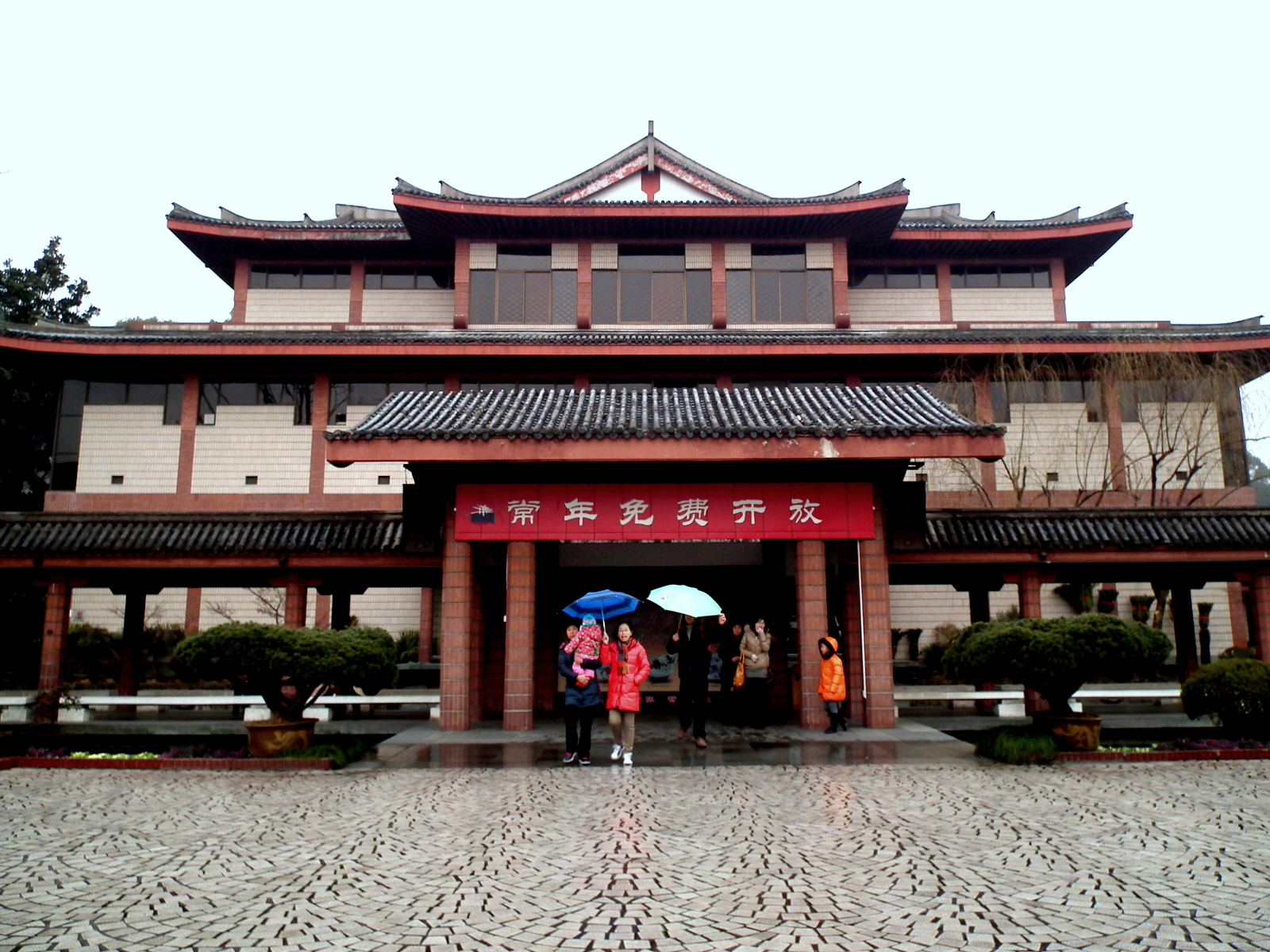
浙江省博物館
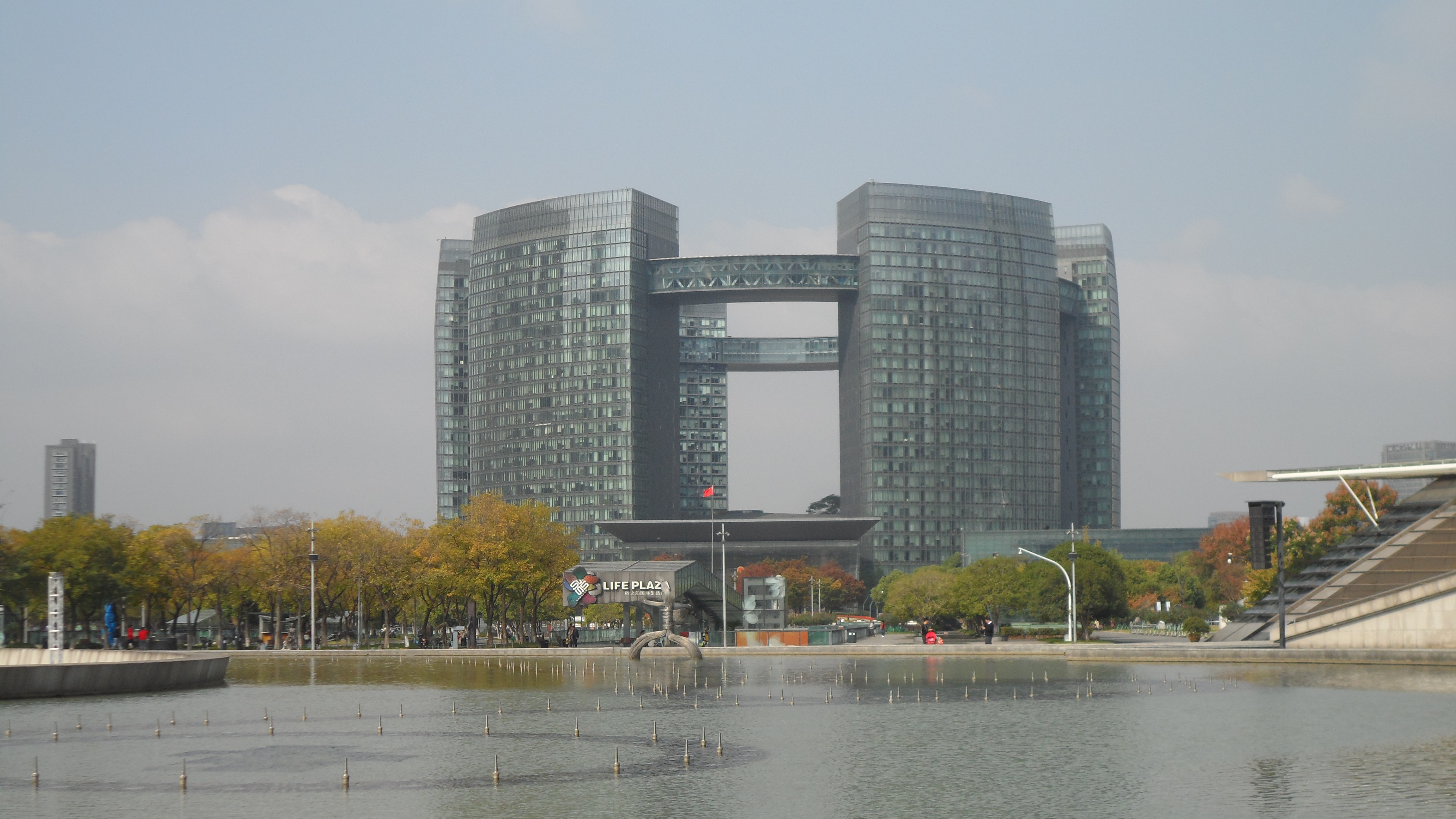
市民中心大楼
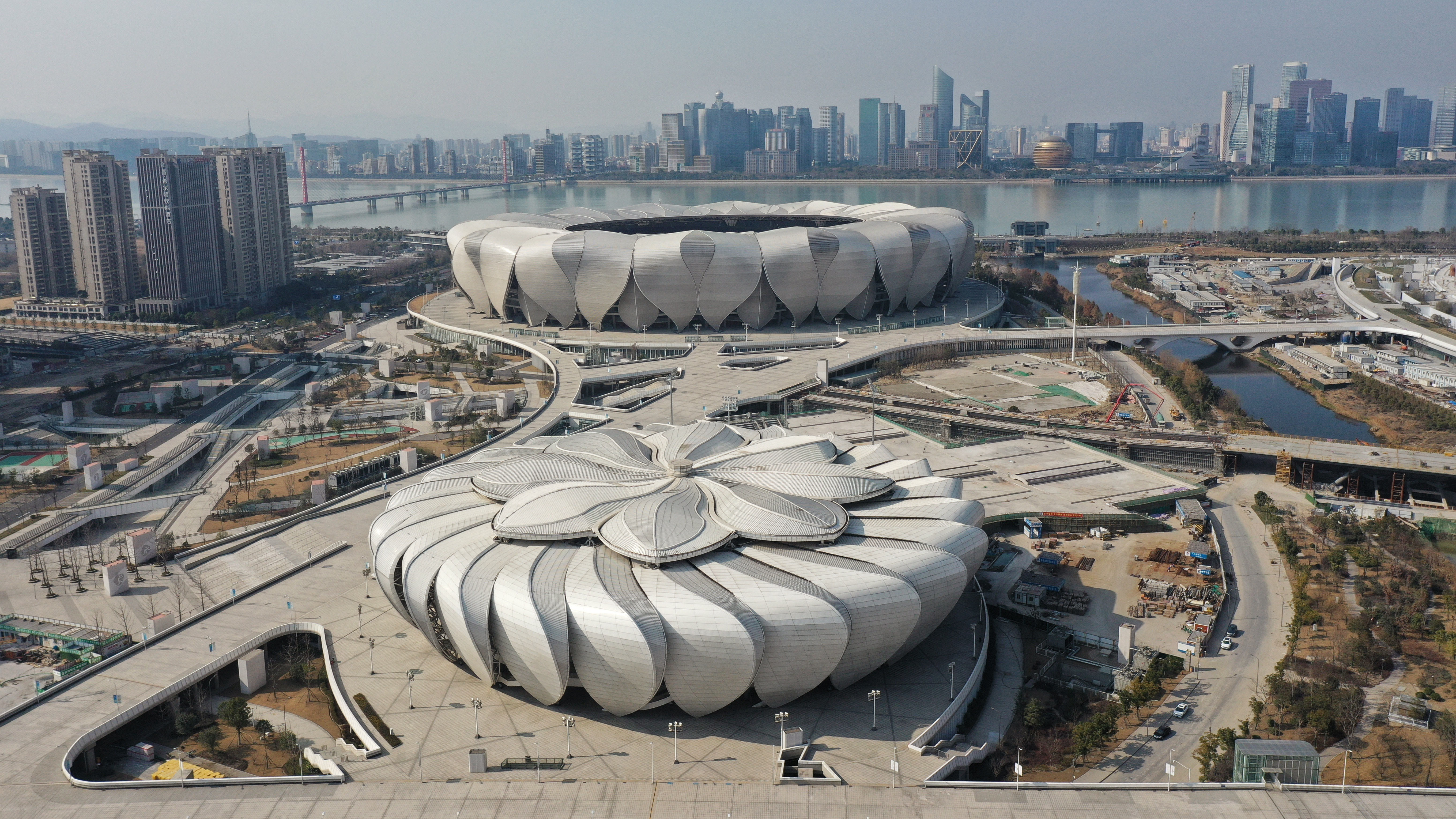
杭州オリンピック・スポーツ・エキスポセンター

## 特産・名菜

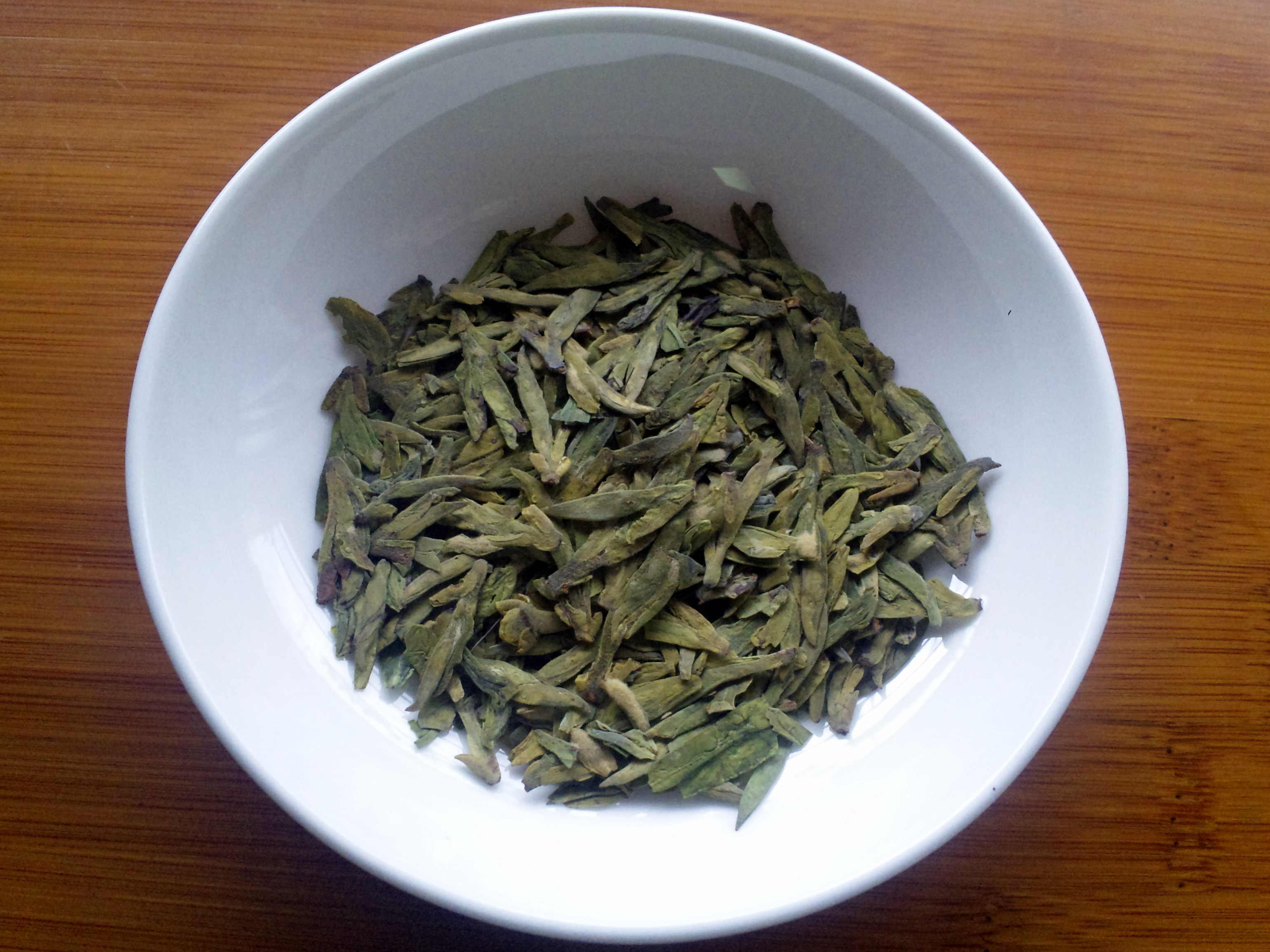
龍井茶

- 絹 - 杭州の着倒れ広州の食い倒れのもと。
- 龍井茶（ロンジン茶） - 中国十大銘茶の一つ。
- 西湖綢傘
- 張小泉剪刀
- 西湖天竺筷子
- 龍井蝦仁
- 西湖醋魚
- 宋嫂魚羹
- 童化鶏
- 東坡肉

## 教育
大学
- 浙江大学
- 中国美術学院
- 浙江工業大学
- 浙江工業大学之江学院
- 浙江工商大学
- 浙江樹人大学
- 浙江理工大学
- 浙江財経大学
- 浙江科技学院
- 浙江中医薬大学
- 浙江メディア学院
- 杭州電子科技大学
- 杭州師範大学
- 中国計量大学
- 浙江農林大学

高校・中学
- 杭州高級中学
- 杭州学軍中学
- 杭州外国語学校
- 浙江大学附属中学

## 友好・姉妹都市
- リーズ（イングランド）
- 松江市（日本・島根県）[10]
- 上尾市（日本・埼玉県）[11]
- 狭山市（日本・埼玉県）[12]
- 福井市（日本・福井県）[13]
- 向日市（日本・京都府）[14]
- 岐阜市（日本・岐阜県）[15]
- 浜松市（日本・静岡県）[16][17]
- 岩国市（日本・山口県）[18]
- ボストン（アメリカ合衆国マサチューセッツ州）
- アトランタ（アメリカ合衆国ジョージア州）
- オビエド（スペイン・アストゥリアス州）
- 江東区（大韓民国ソウル特別市）
- ケープタウン（南アフリカ共和国）

## 出身者
- 褚遂良 - 書家
- 夏珪 - 画家
- 袁枚 - 詩人
- 夏衍 - 劇作家
- 羅雪娟 - 競泳選手
- 余華 - 小説家
- 馬雲（ジャック・マー） - 実業家
- ミシェル・イェ - 女優
- リンリン（銭琳） - モーニング娘。第8期メンバー
- ローラ・チャン - 女性タレント